# Elżbieta Bawarska
Elżbieta Bawarska (niem. Elisabeth Amalie Eugenie; ur. 24 grudnia 1837 w Monachium, zm. 10 września 1898 w Genewie), zwana Sisi – cesarzowa Austrii i królowa Węgier w latach 1854–1898 jako żona cesarza Franciszka Józefa I. Była córką księcia Bawarii, Maksymiliana Bawarskiego oraz jego żony, Ludwiki Wilhelminy Wittelsbach.
Elżbieta, nazywana „różą Bawarii” pochodziła z bocznej, niekoronowanej linii Wittelsbachów z Palatynatu. Miała beztroską młodość, która skończyła się wraz ze ślubem z cesarzem Austrii, Franciszkiem Józefem I. Elżbieta nie potrafiła przystosować się do sztywnej, dworskiej etykiety, której nie poważała, co doprowadziło do konfliktu z jej teściową, arcyksiężną Zofią. Narodziny następcy tronu, Rudolfa nieznacznie i krótkotrwale poprawiły pozycję cesarzowej na wiedeńskim dworze. Odsunięta od wychowywania własnych dzieci, spośród których jedna z córek zmarła w dzieciństwie Elżbieta skupiła się na swoich pasjach – jeździectwie oraz pisaniu wierszy.
Krytycznie postrzegała austriacką politykę absolutyzmu, forsowaną przez jej teściową. Nauczyła się płynnie posługiwać językiem węgierskim.  Na damy dworu wybierała wyłącznie kobiety pochodzące z węgierskich rodów. Otwarcie popierała postulaty niepodległościowe Węgrów, którzy byli bliscy jej sercu. Nawiązała serdeczną przyjaźń z Gyulą Andrássym.
Powszechnie postrzegano ją jako najpiękniejszą kobietę czasów, w których żyła. Niemal obsesyjnie starała się zachować młodzieńczą sylwetkę i urodę, legendarne już za jej życia. Samobójstwo jedynego syna, Rudolfa w pałacyku myśliwskim w Mayerling w 1889 stanowiło dla niej ogromny cios. Odtąd unikała austriackiego dworu i niemal całkowicie wycofała się z publicznych obowiązków. Odbywała samotne podróże po świecie. Zmarła 10 września 1898 w wyniku zamachu przeprowadzonego przez włoskiego anarchistę, Luigiego Lucheni.
Była najdłużej (44 lata) panującą cesarzową Austrii.

## Życiorys

### Narodziny i chrzest
Urodziła się w wigilię Bożego Narodzenia w 1837 o godz. 22.43 w Herzog-Max-Palais w Monachium. Przyszła na świat z jednym zębem, co uważano za oznakę szczęścia. Była drugą córką księcia w Bawarii, Maksymiliana Bawarskiego, oraz jego żony, Ludwiki Wilhelminy Wittelsbach. Jej ojciec wywodził się z młodszej linii książęcej Wittelsbachów, był księciem Bawarii i dopiero w 1845 otrzymał tytuł Jego Królewskiej Wysokości. Jej matka była córką króla Bawarii, Maksymiliana I. Małżonkowie nie darzyli się miłością. Dla Maksymiliana małżeństwo z Ludwiką było związkiem z rozsądku, dlatego dopuszczał się licznych zdrad. Miał dwie nieślubne córki, z którymi jadał śniadania w swych apartamentach. Miał także niecodzienne pomysły. W pałacu Wittelsbachów kazał wybudować cyrk, w którym występował jako klaun. Lubił grać na instrumentach, szczególnie na cytrze. Zagrał nawet na szczycie piramidy Cheopsa podczas jednej z podróży na Bliski Wschód. Na zamku w Possenhofen organizował spotkania poświęcone muzyce i literaturze, na których dyskutowano i śpiewano. Pasją Ludwiki było natomiast kolekcjonowanie zegarów i geografia. Rodzice nowo narodzonej księżniczki stanowili więc parę bardzo niedobraną.
Dziewczynka została ochrzczona dwa dni po swoich narodzinach, 26 grudnia 1837 w kaplicy Herzog-Max-Palais. Rodzicami chrzestnymi zostały jej ciotki: Elżbieta Ludwika Wittelsbach, Amelia Augusta Wittelsbach, a także siostrzenica jej matki, Eugenia de Beauharnais. Otrzymała imiona po swoich matkach chrzestnych: Elżbieta Amelia Eugenia (niem: Elisabeth Amalie Eugenie).

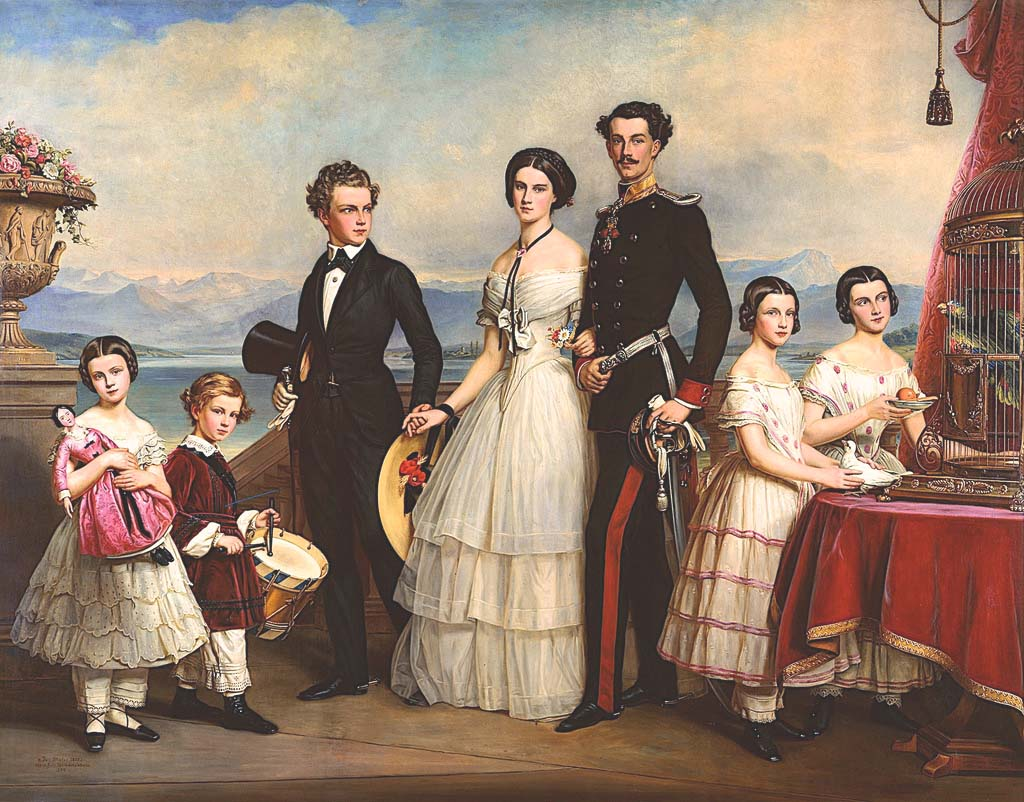
Rodzeństwo Elżbiety (1854). Od lewej: Zofia, Maksymilian Emanuel, Karol Teodor, Helena, Ludwik Wilhelm, Matylda i Maria.

Miała dziewięcioro rodzeństwa – Ludwika Wilhelma (1831–1920), Wilhelma Karola (1832–1833), Helenę, księżną von Thurn und Taxis (1834–1890), Karola Teodora, księcia w Bawarii (1839–1909), Marię, królową Obojga Sycylii (1841–1925), Matyldę, hrabinę Trani (1843–1925), Maksymiliana (1845), Zofię, księżną Alençon (1847–1897) i Maksymiliana Emanuela (1849–1910).

### Dzieciństwo i młodość
Elżbieta w gronie przyjaciół i rodziny nazywana była „Elise”, „Lisi” bądź „Sisi”. Ostatecznie to właśnie ostatnie określenie na stałe przylgnęło do dziewczyny. Elżbieta była najbardziej lubianym dzieckiem przez swojego ojca, który nazywał ją bożonarodzeniowym prezentem. Dziewczynka miała również szczególną więź ze swoją starszą o trzy lata siostrą, Heleną. Ich matka na guwernantkę dla swoich dwóch najstarszych córek wyznaczyła Angielkę, Mary Newbold. Kobieta opiekowała się dziewczynkami przez cztery lata, a o tym, jak wielki wpływ miała na dalsze życie swoich podopiecznych świadczy fakt, że Helena i Elżbieta do końca życia porozumiewały się w języku angielskim, który traktowały jako swój szyfr. W 1846 roku Mary Newbold wyszła za mąż i opuściła służbę, a księżna Ludwika postanowiła oddzielić wychowanie swoich córek, przydzielając każdej z nich inną guwernantkę.

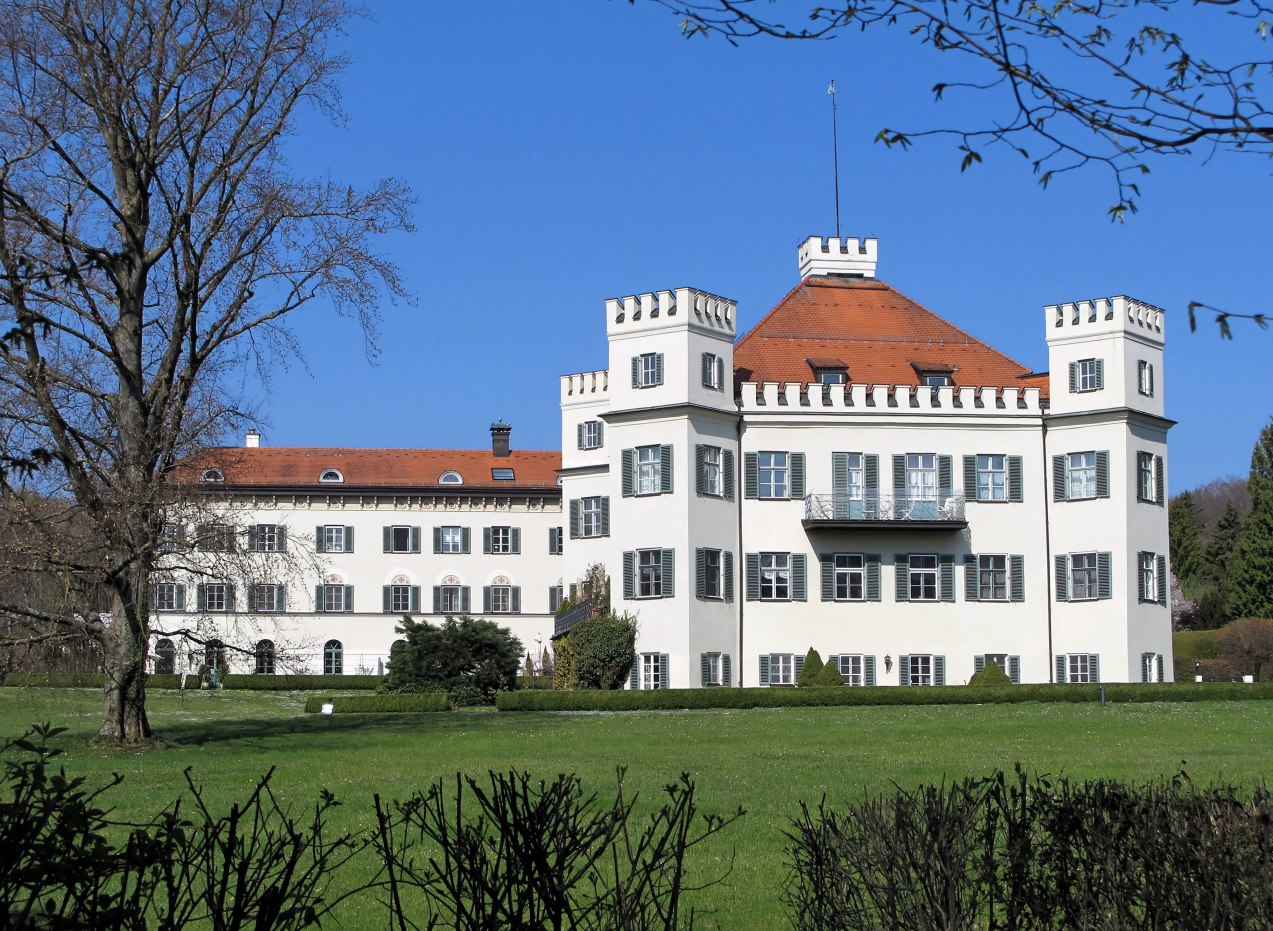
Zamek Possenhofen, gdzie Elżbieta spędziła swoje dzieciństwo

Dzieciństwo spędziła w zamku Possenhofen nad jeziorem Starnberg. Otoczenie, w jakim dorastała, sprzyjało rozwijaniu pasji dziewczynki, jakimi stały się jeździectwo, wędkowanie, spacery po lesie i polowania.
Ponieważ rodzice nie liczyli, że wyjdzie za mąż za dobrą partię, odebrała niezbyt staranne wykształcenie. Sisi nie przywiązywała większej wagi do nauki. Lubiła rysować zwierzęta i pejzaże oraz pisać wiersze. Jako piętnastolatka zakochała się w hrabim Ryszardzie S., który pozostawał w służbie książęcej. Ojciec Elżbiety postanowił odesłać młodzieńca na misję, z której ten wrócił chory i wkrótce zmarł. Sisi bardzo głęboko przeżyła utratę swojej młodzieńczej miłości – całe dnie spędzała płacząc bądź pisząc miłosne wiersze.

### Cesarska narzeczona

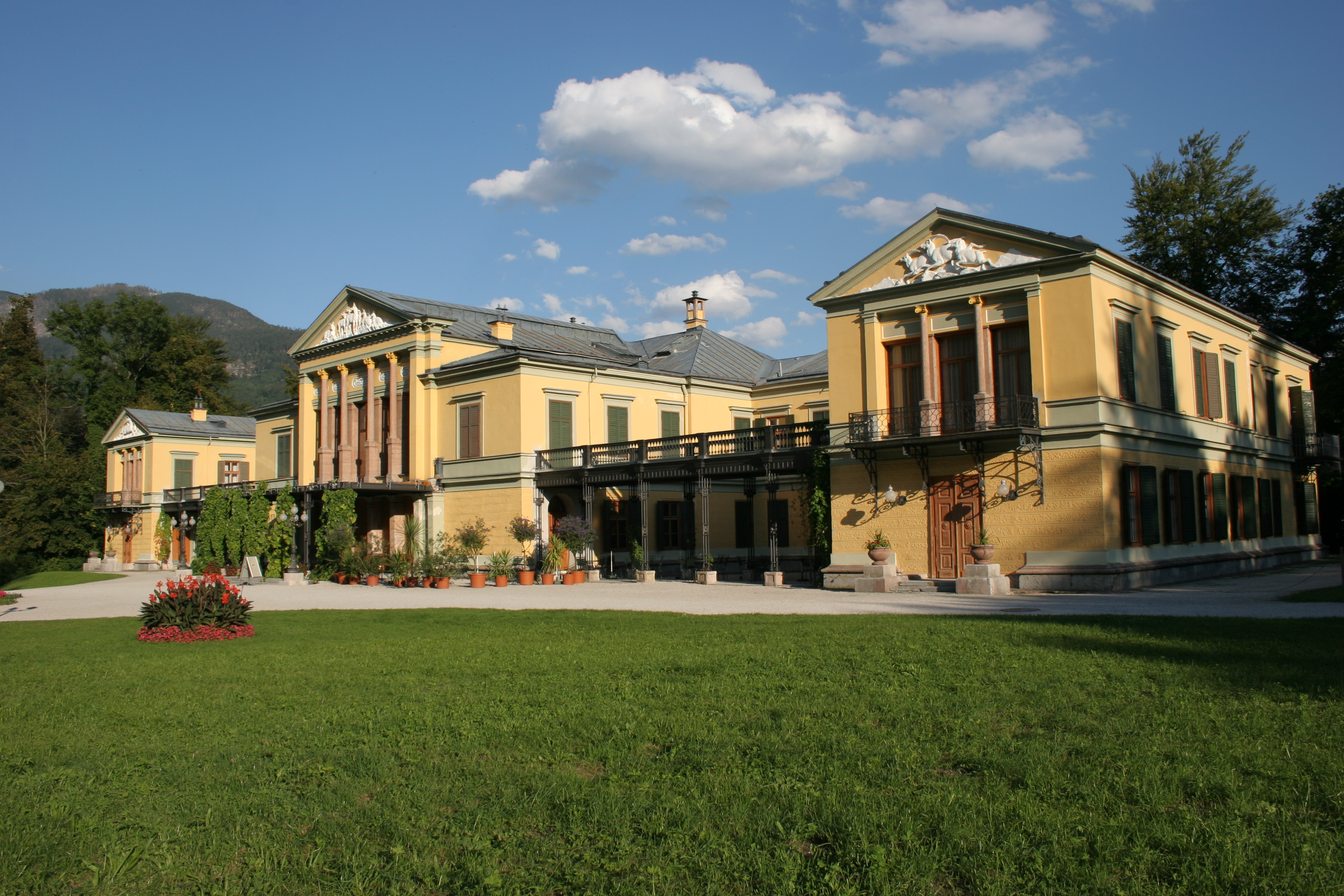
Kaiservilla, gdzie doszło do spotkania Elżbiety i Franciszka Józefa w 1853 roku

W sierpniu 1853 matka Elżbiety, po wcześniejszym omówieniu sprawy ze swoją siostrą, arcyksiężną Zofią pojechała ze swymi dwiema najstarszymi córkami do austriackiego kurortu Bad Ischl. Miały się tam odbyć zaręczyny cesarza Franciszka Józefa ze starszą siostrą Sisi, Heleną. Ludwika zabrała Elżbietę, aby odciągnąć córkę od rozmyślań nad straconą pierwszą miłością. Ponadto liczyła na możliwość ożenku dziewczyny z młodszym bratem cesarza, Karolem Ludwikiem. Kobieta wraz z dwiema córkami odbyła serię wizyt z cesarzem i jego matką. Ostatecznie jednak wydarzenia potoczyły się inaczej, niż zaplanowały to Zofia z Ludwiką. Młody Franciszek Józef nie zakochał się w dziewczynie przeznaczonej mu przez matkę, ale w jej młodszej siostrze – szesnastoletniej Elżbiecie. Młodszy brat Franciszka Józefa, Karol Ludwik, pisał: „W chwili, gdy cesarz ujrzał Sisi, na jego twarzy pojawił się wyraz tak błogi, że nie mogło być wątpliwości, kogo wybrał”.
Arcyksiężna Zofia próbowała przekonać syna, że w roli cesarzowej lepiej sprawdzi się Helena, ale Franciszek Józef pozostał niewzruszony. 17 sierpnia zrezygnował nawet z polowania, czego nigdy wcześniej nie robił. Tego samego dnia wieczorem odbył się bal, na którym cesarz zatańczył z Sisi kotyliona, a następnie wręczył jej bukiet róż, co tradycyjnie oznaczało wskazanie wybranki serca. Zestresowana całą sytuacją Elżbieta jako jedyna nie zrozumiała tego gestu. Dowiadując się, że cesarz poprosił o jej rękę, zaskoczona Sisi odpowiedziała: „Oczywiście, że go kocham, jak mogłabym go nie kochać?”, a potem dodała: „Gdybyż tylko nie był cesarzem!”. Przez następne dni organizowano dla Elżbiety liczne przyjęcia, a cesarz obsypywał ją prezentami. Na koniec pobytu narzeczonych arcyksiężna Zofia postanowiła kupić rezydencję Kaiservilla, w której poznała się młoda para. Rezydencja miała być prezentem ślubnym dla syna i przyszłej synowej.

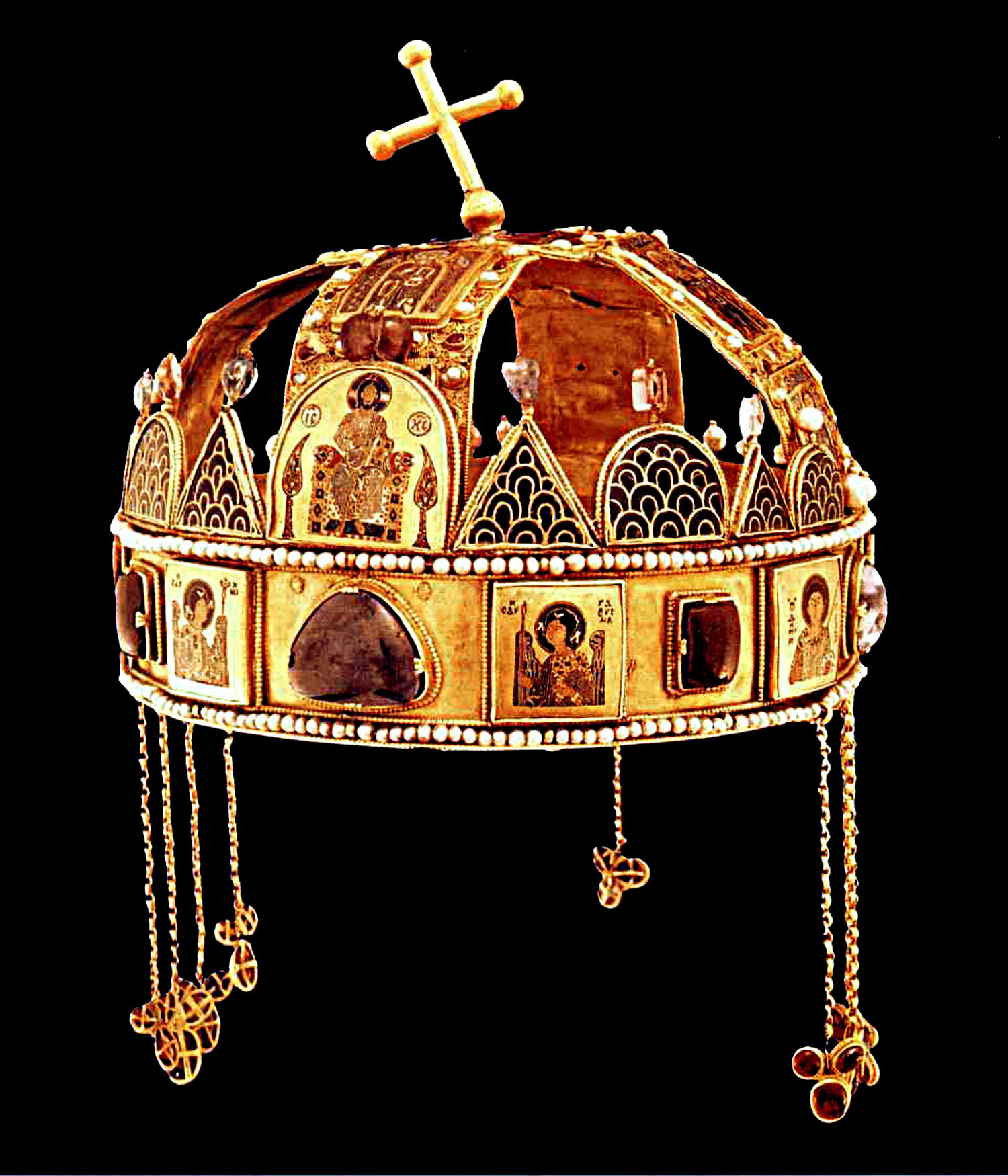
Korona Świętego Stefana, insygnium koronacyjne królów Węgier, która została odnaleziona po zaręczynach Elżbiety i Franciszka Józefa

Elżbieta wróciła do Possenhofen, gdzie musiała poprawić zaniedbaną edukację, żeby sprostać roli cesarzowej. Musiała opanować dwa języki – francuski i włoski. Ważną rolę odegrały również lekcje historii Austrii. Uczył ją János Mailáth, dobry znajomy ojca Sisi, z pochodzenia Węgier, który przekazał jej miłość do tego kraju. Sprawa węgierska stała się jedną z niewielu, w które Elżbieta czynnie się angażowała. Zwiastunem tego było nieoczekiwane odnalezienie korony świętego Stefana, insygnium koronacyjnego królów Węgier, co nastąpiło po zaręczynach Sisi z Franciszkiem Józefem. To niezwykle ważne dla narodu węgierskiego wydarzenie stało się niemym wezwaniem do pojednania pomiędzy Austrią a Węgrami.
27 marca, na uroczystości w Monachium, Elżbieta zrzekła się ewentualnych praw do tronu Bawarii. W końcu kwietnia opuściła rodzinny dom. Do jej dyspozycji oddano parowiec rzeczny Franciszek Józef, którym płynęła po Dunaju. Jej posag wydawał się wyjątkowo mały na wiedeńskim dworze, bowiem większość zabranych przez nią rzeczy stanowiły podarunki od Franciszka Józefa. Jej przybyciu do Austrii towarzyszyły liczne uroczystości m.in. uroczysty wjazd do Wiednia, w którym uczestniczyły tysiące poddanych.

### Małżeństwo

Ślub Elżbiety i Franciszka Józefa I (1854)

Ślub cesarza Franciszka Józefa i Elżbiety odbył się z wielkim rozmachem 24 kwietnia 1854 w kościele św. Augustyna w Wiedniu. W tym samym kościele małżeństwo zawarli wcześniej: Maria Teresa Habsburg i Franciszek I Lotaryński (w 1736), Maria Antonina Austriaczka i Ludwik XVI (w 1770) oraz Maria Ludwika Austriaczka i Napoleon Bonaparte (w 1810). W dniu ślubu Elżbieta wystąpiła w białej sukni haftowanej złotem i srebrem z długim koronkowym trenem, a całość kreacji wieńczył diadem z opali i diamentów. Uroczystość zaślubin celebrował arcybiskup Wiednia, Joseph Othmar von Rauscher. Z racji tego, że jego kazanie było nadzwyczajnie długie, zyskał przezwisko „kardynał Plauscher” (Gawędziarz).
Małżeństwo stanowiło bardzo istotne wydarzenie nie tylko dla Elżbiety, ale również dla Austrii. Społeczeństwo okazało młodej cesarzowej swoją aprobatę, w wielu utworach napisanych specjalnie z okazji ślubu pary cesarskiej chwalono jej urodę i inne zalety. Nowa pozycja Elżbiety nie niosła jednak za sobą tylko zalet, ale również ogrom obowiązków. Etykieta dworska, która panowała na austriackim dworze była dość surowa. Sama matka Elżbiety obawiała się, czy córka – wychowana beztrosko w Possenhofen – będzie w stanie podołać roli cesarzowej. Obawy te okazały się zasadne. Po ceremonii zaślubin para cesarska udała się do Hofburga, gdzie w sali audiencyjnej miała przyjmować gratulacje. Elżbieta czuła się osaczona i w pewnym momencie wybiegła z sali z płaczem, wzbudzając tym niemałą sensację. Kiedy powróciła do gości, popełniła kolejne faux pas – gdy zauważyła swoje dwie kuzynki, Adelgundę i Hildegardę miała zabronić im przewidzianego przez protokół pocałunku w rękę, a następnie spróbowała je objąć. Na widok zbulwersowanych min zgromadzonych próbowała się bronić, mówiąc: „Jesteśmy przecież kuzynkami!”.
Po uroczystych bankietach młoda para udała się na miesiąc miodowy w Laxenburgu. W tym czasie Franciszek Józef codziennie udawał się do Wiednia, aby zająć się sprawami państwowymi, natomiast Elżbieta spędzała czas samotnie, pisząc smutne wiersze o tęsknocie za rodzinnymi stronami oraz utraconą wolnością. Jedyną stałą towarzyszką młodej cesarzowej była jej teściowa, arcyksiężna Zofia. Sama Elżbieta, wspominając później swój miesiąc miodowy w Laxenburgu, miała powiedzieć: „Czułam się tu taka opuszczona, taka samotna”.

### Młoda cesarzowa

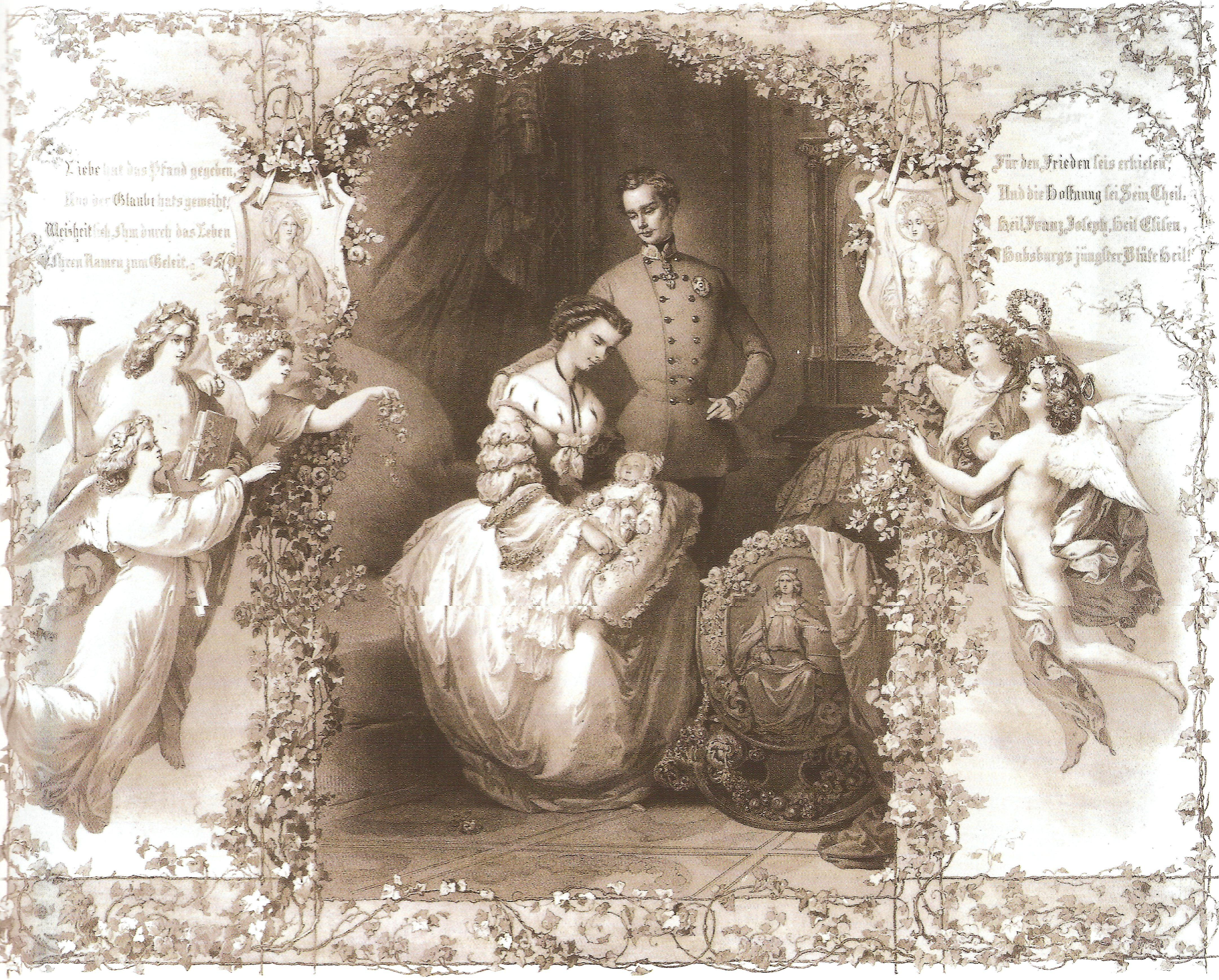
Narodziny Zofii, pierwszego dziecka Elżbiety i Franciszka Józefa I (1855)

Młoda monarchini musiała dostosować się do surowych zasad życia dworskiego, jakie obowiązywały członków rodziny cesarskiej. Jej damą dworu została hrabina Esterházy, uznana przez nią za szpiega teściowej. Sztywny rozkład dnia oraz inne regulacje, dotyczące całości funkcjonowania wiedeńskiego dworu nie odpowiadały przyzwyczajonej do swobody cesarzowej. Nie ułatwiała jej życia także trudna relacja z teściową, arcyksiężną Zofią, a i mąż, choć darzył Elżbietę gorącym uczuciem – będąc rozdarty pomiędzy dwiema najważniejszymi kobietami w jego życiu – częściej stawał po stronie matki. Sytuacja Elżbiety dodatkowo znacznie się pogorszyła, gdy okazało się, że jest w ciąży. Arcyksiężna Zofia, zachwycona wizją posiadania wnuka, zaczęła składać jej nieoczekiwane wizyty kilkakrotnie w ciągu dnia, by zasypywać ją wymówkami. Elżbieta nie mogła nawet zajmować się papugami, gdyż dziecko mogłoby być do nich podobne.
Pierwsze dziecko pary cesarskiej przyszło na świat 5 marca 1855 roku. Dziewczynka otrzymała imię Zofia, po babce ze strony ojca. Decyzji tej nie konsultowano z Elżbietą. Zdania cesarzowej nie brano również pod uwagę przy wyborze odpowiednich apartamentów oraz opiekunki dla małej arcyksiężniczki. Każdą decyzję w sprawie pierworodnego dziecka pary cesarskiej podejmowała teściowa Elżbiety, mając przekonanie, że to ona najlepiej zajmie się swoją wnuczką – ponieważ cesarz nie ma zbyt wiele czasu, a cesarzowa jest zbyt niedojrzała, aby podołać wychowaniu dziecka. Podobna sytuacja miała miejsce rok później, kiedy na świat przyszła druga córka pary cesarskiej – Gizela.

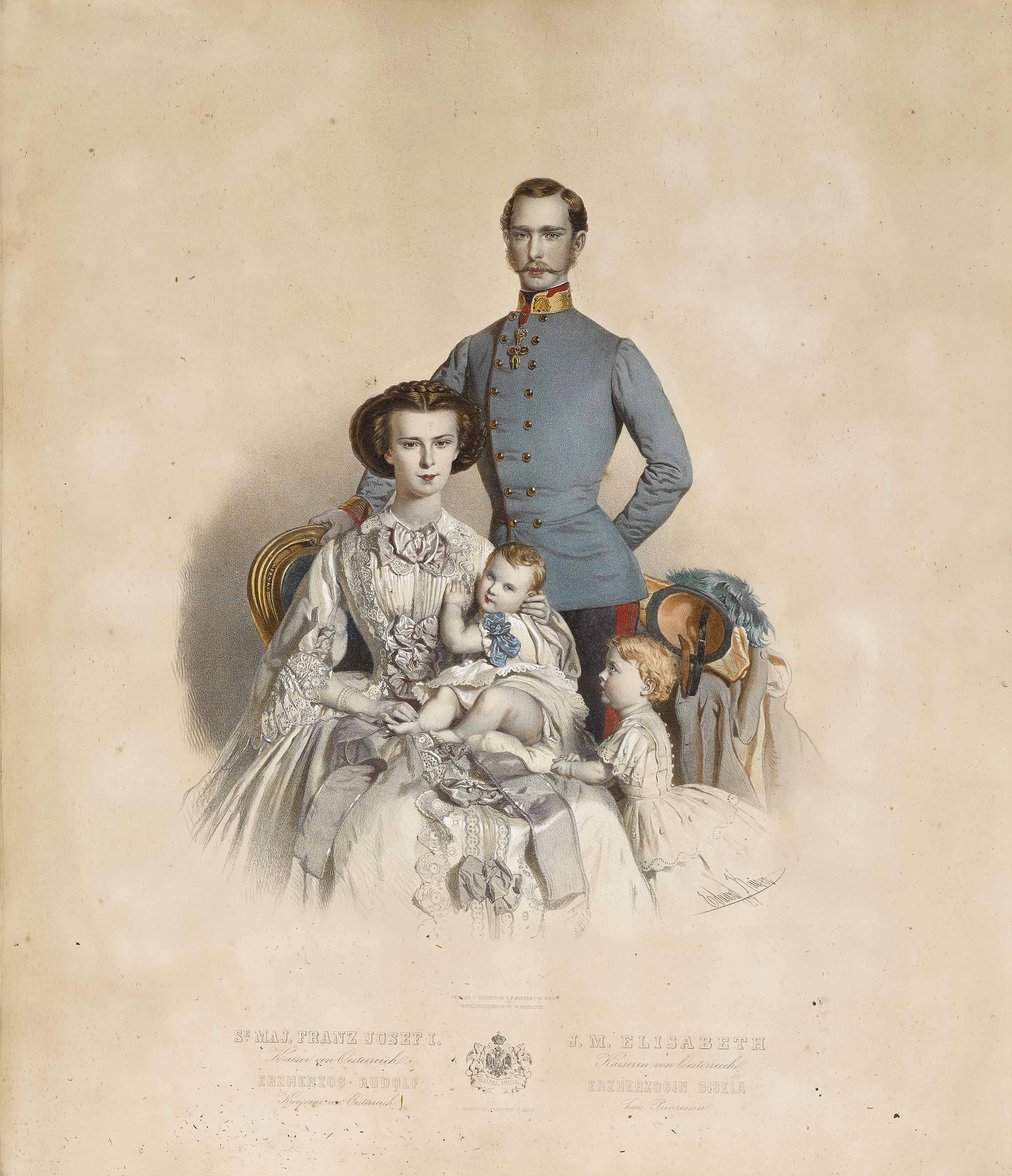
Elżbieta z mężem i dwojgiem dzieci – Gizelą i Rudolfem – na litografii autorstwa Eduarda Kaisera

Na przełomie 1856 i 1857 roku Elżbieta i Franciszek Józef udali się na wizytę zagraniczną do Włoch, a następnie na Węgry. Cesarzowa przekonała swojego męża, aby wzięli ze sobą swoje dzieci. Przeciwna temu pomysłowi była arcyksiężna Zofia, która próbowała przekonać syna, aby pozostawił córki w Austrii. Franciszek Józef po raz pierwszy wyraźnie wziął stronę swojej młodej żony i małe arcyksiężniczki wyjechały wraz ze swoimi rodzicami za granicę. W maju 1857 roku mała Zofia poważnie zachorowała, a 29 maja zmarła. Para cesarska wróciła do Austrii, odwołując następne wizyty zagraniczne, które miały się odbyć. Elżbieta wpadła w głęboką depresję. Czując się winna śmierci najstarszego dziecka, postanowiła nie walczyć z teściową o prawa do młodszej córki i pogrążyła się w rozpaczy. Jednak wkrótce ponownie zaszła w ciążę. W 1858 roku urodziła upragnionego następcę tronu, Rudolfa. Poród był bardzo trudny i Elżbieta bardzo długo dochodziła do siebie.

### Kryzys małżeński
Gdy Franciszek Józef wyjechał na front włoski, by walczyć z wojskami Napoleona III o Nizinę Padańską, mimo iż wysyłał regularnie listy pełne zapewnień o swojej miłości, Elżbieta szalała z niepokoju. Informacje o stanie żony dotarły do cesarza, dlatego w listach mężczyzna starał się ją uspokoić: „Proszę cię, mój aniele, jeśli mnie kochasz, to nie zamartwiaj się, oszczędzaj się, korzystaj z rozrywki, jeźdźij konno z umiarem i ostrożnością”. Cesarzowej jednak trudno było stosować się do tych wytycznych ze świadomością, że jej mąż przebywa w tym czasie na froncie wojennym. 18 czerwca 1859 roku ogłoszono, że Franciszek Józef objął osobiste dowodzenie nad armią. Jego dowództwo nie przyniosło jednak żadnych wymiernych korzyści – wojsko austriackie przegrało bitwę pod Solferino, a skala klęski była tak wielka, że pojawiły się nawet głosy nawołujące do abdykacji cesarza na rzecz jego młodszego brata, Maksymiliana. Franciszka Józefa krytykowała nawet jego teściowa, księżna Ludwika. Elżbieta w tym czasie, aby odwrócić swoją uwagę od zmartwień, zorganizowała szpital dla rannych w Laxenburgu. Chociaż nie angażowała się w sprawy polityczne, próbowała przekonać męża, aby zawarł pokój. On jednak nie chciał posłuchać rad żony, nadal liczył na wsparcie Prus. Ostatecznie jednak podpisano kończący wojnę traktat w Villafranca.

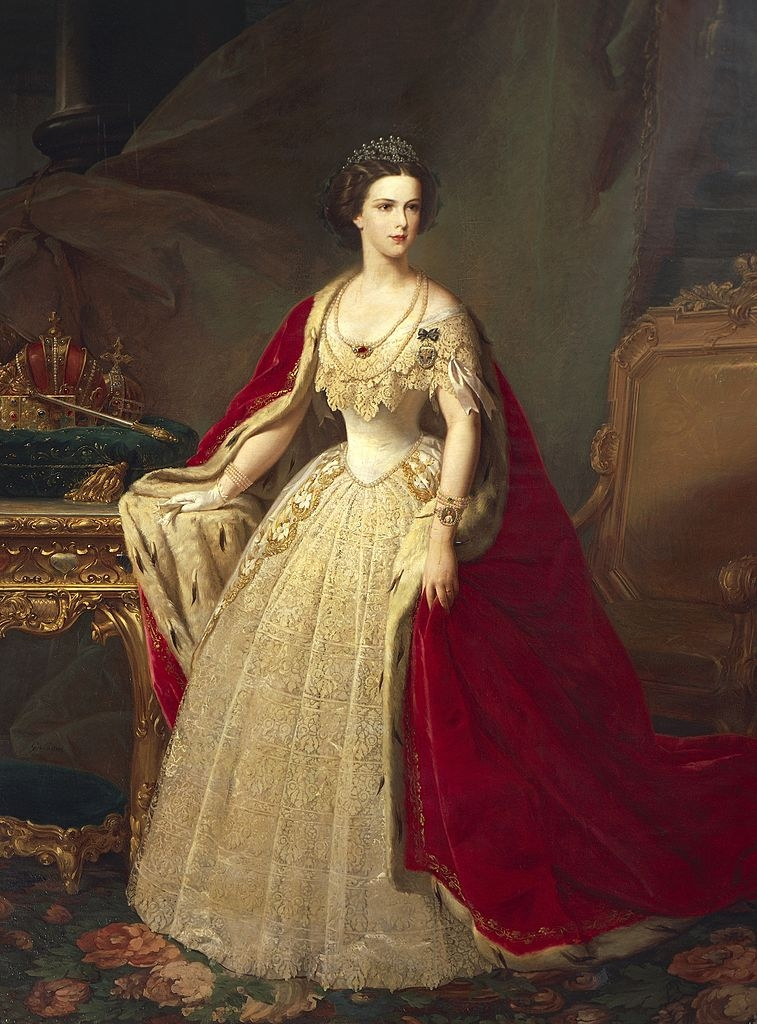
Portret Elżbiety Bawarskiej autorstwa Giuseppe Sogniego (ok. 1854-1858)

Zaledwie rok później Elżbieta musiała zmierzyć się z inną trudną sytuacją – latem 1860 roku oddziały Giuseppe Garibaldiego podbiły Sycylię. Królowa Maria – siostra cesarzowej – zaczęła pisać do Elżbiety błagalne listy o pomoc. Cesarzowa próbowała przekonać męża, aby interweniował, jednakże zarówno Franciszek Józef, jak i arcyksiężna Zofia byli przeciwni udzielenia pomocy – zarówno militarnej, jak i finansowej. Elżbieta, bezradna wobec trudnego położenia siostry, zła na bezczynność męża i teściowej, postanowiła wyjechać z Wiednia. Cesarzowa zabrała ze sobą córkę, Gizelę, i udała się do Possenhofen. Chociaż nie miała ochoty wracać do stolicy, musiała uczynić to przed urodzinami męża (18 sierpnia), aby nie dawać kolejnego tematu do plotek. Stres spowodowany śmiercią najstarszego dziecka, wojną we Włoszech i trudną sytuacją młodszej siostry ostatecznie doprowadził Elżbietę na skraj wyczerpania. W październiku 1860 roku zdiagnozowano u niej gruźlicę, a doktor Joseph Škoda polecił cesarzowej, aby wyjechała na Maderę. Elżbieta, przypuszczalnie cierpiąca na depresję, zyskała powód, by opuścić znienawidzony Hofburg. Kilka miesięcy spędziła na Maderze, a następnie na Korfu. To była pierwsza z jej słynnych podróży.
Długa rozłąka nie poprawiła jednak relacji pomiędzy małżonkami. Franciszek Józef, chcąc pojednać się z żoną, próbował wykorzystać do tego Karla Ludwiga von Grünne, którego cesarzowa bardzo lubiła. Generał miał pojechać na Korfu i stać się pośrednikiem pomiędzy cesarzem a jego żoną. Nie wykonał jednak swojego zadania – pojednanie między małżonkami nie nastąpiło. Przy okazji Elżbieta straciła zaufanie do generała i przyjaźń między nimi się zakończyła. Ostatecznie cesarz postanowił sam udać się na Korfu, aby zażegnać kryzys małżeński. Elżbieta powróciła do Austrii – jednakże nie na znienawidzony dwór wiedeński, ale do Wenecji, a później – Bad Kissingen, gdzie miały miejsce kolejne kuracje zdrowotne. Ostatecznie cesarzowa powróciła do Wiednia na kilka dni przed urodzinami męża w 1862 roku. Szczęśliwy Franciszek Józef napisał wówczas do swojej matki: „Jakże szczęśliwy jestem, że mam znów przy sobie Sisi i wreszcie po tak długim wyrzeczeniu znowu mam dom. Powitanie przez ludność wiedeńską było rzeczywiście bardzo serdeczne i miało na nas kojący wpływ. Nie było tu od dawna takiego ducha w narodzie”.

### Sprawa węgierska
Elżbieta powróciła na dwór wiedeński, jednakże nie była tak łagodna i pokorna, jak wcześniej. Pod presją ustawicznej niechęci kół dworskich, o których miała fatalne mniemanie, oraz zniechęcona życiem regulowanym sztywnymi zasadami etykiety, zwróciła swoją sympatię i zainteresowanie ku Węgrom. Naród ten, podobnie jak Elżbieta, był przeciwnikiem absolutyzmu – domeny Habsburgów. Duża część węgierskiej szlachty brała udział w Wiośnie Ludów, która rozbudziła w niej nadzieje na suwerenność. Od tamtej pory przywódcy węgierscy wciąż domagali się od cesarza, by ten koronował się na króla Węgier i potwierdził dawne przywileje, jakimi cieszyły się kraje Korony Świętego Stefana. Domagali się również ustanowienia w Budapeszcie osobnego parlamentu z zachowaniem kontroli nad mniejszościami narodowymi.

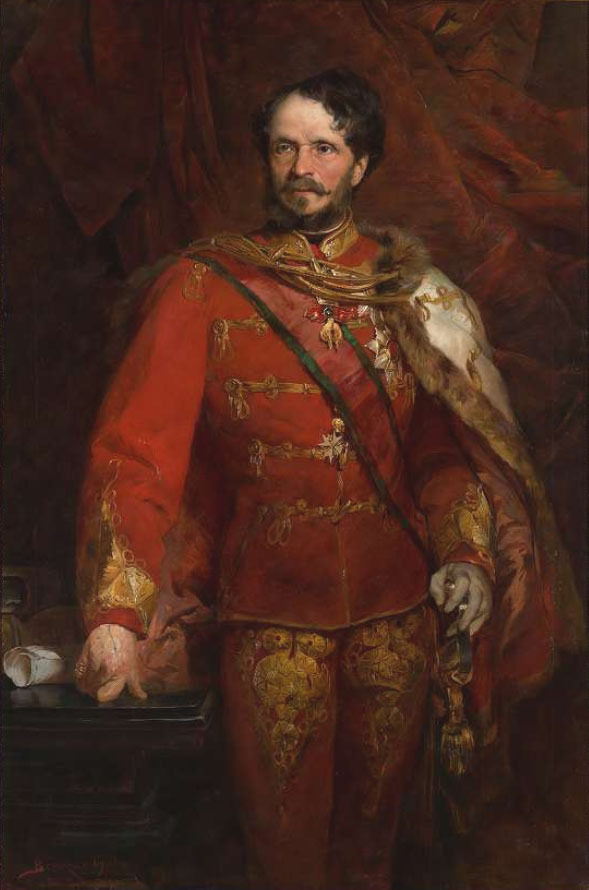
Gyula Andrássy, węgierski polityk niepodległościowy, a zarazem bliski przyjaciel Elżbiety, przedstawiony na portrecie Gyuli Benczúra (1884)

Po powrocie do Wiednia Elżbieta przeforsowała swój pomysł nauki języka węgierskiego. Arcyksiężna Zofia i cesarz nie byli z tego powodu zadowoleni. Nie wierzyli, że Elżbiecie uda się opanować ten język. Cesarzowa jednak była zdeterminowana. Już po kilku miesiącach zdumiony Franciszek Józef stwierdził: „Sisi robi niewiarygodne postępy w węgierskim”. Aby mieć towarzyszkę do rozmów w tym języku, Elżbieta postanowiła przyjąć do swojego najbliższego kręgu Węgierkę, Idę Ferenczy. Kobieta miała powiązania z węgierskimi działaczami niepodległościowymi, Gyulą Andrássym i Ferencem Deákiem. Cesarzowa zaczęła przekonywać męża, by udał się z wizytą na Węgry. Ostatecznie Franciszek Józef uległ żonie. Ponadto uczynił też bardzo znaczące zmiany, m.in. ogłosił amnestię za wykroczenia prasowe. Węgrzy jednak pragnęli większych reform. W 1866 roku do Wiednia udała się węgierska delegacja na czele z Gyulą Andrássym. Wtedy też mężczyzna pierwszy raz spotkał cesarzową, która postanowiła przywitać go ubrana w węgierski strój narodowy. Elżbieta zrobiła bardzo dobre wrażenie – starała się rozmawiać z każdym, a przy tym posługiwała się płynnie językiem węgierskim. Niedługo później para cesarska udała się w podróż na Węgry. W jej trakcie cesarzowa wygłosiła mowę do węgierskiej deputacji narodowej, która zrobiła ogromne wrażenie – Elżbieta bowiem otwarcie opowiedziała się po stronie Węgrów w walce o ich niezależność.
Sprawa węgierska zeszła na dalszy plan, gdy doszło do wybuchu wojny prusko-austriackiej. Austria ponosiła bardzo duże straty. Cesarzowa w tym czasie pomagała rannym, a jej aktywność na tym polu została doceniona nie tylko przez społeczeństwo, ale również przez wymagającą teściową. W lipcu Elżbieta wraz z dziećmi opuściła znajdujący się w niebezpieczeństwie Wiedeń i udała się na Węgry. Przyjęto ją tam z entuzjazmem, a przywitali ją osobiście Gyula Andrássy i Ferenc Deák. Przez następne tygodnie cesarzowa otwarcie zaangażowała się politycznie w sprawę węgierską, odbywała wiele rozmów z Andrássym i próbowała namówić swojego męża na spotkanie z mężczyzną. Ostatecznie cesarz uległ żonie i spotkał się z Andrássym. Po rozmowie z nim stwierdził jednak, że „żąda on zbyt wiele, a proponuje w tym decydującym momencie zbyt mało”. O tym, jak bardzo Elżbiecie zależało na pomocy Węgrom, może świadczyć fakt, że przez długi czas nie powracała do Wiednia, mimo tego, że Franciszek Józef w listach żarliwie ją o to prosił. Gdy już spotkała się z mężem, przekonywała go, aby jeszcze raz rozważył realizację węgierskich postulatów. Cesarz jednak, zajęty innymi obowiązkami, a także trudną sytuacją po wojnie z Prusami, nie chciał się na to zgodzić. Rozgoryczona Elżbieta powróciła do Budapesztu. Jej zaangażowanie w sprawę węgierską zostało docenione również przez Andrássyego. 30 lipca 1866 roku napisał w swoim dzienniku: „Jest pewne, że kiedy osiągniemy sukces, Węgry będą więcej zawdzięczały pięknej Opatrzności (Elżbiecie), niż mogą przypuszczać”.

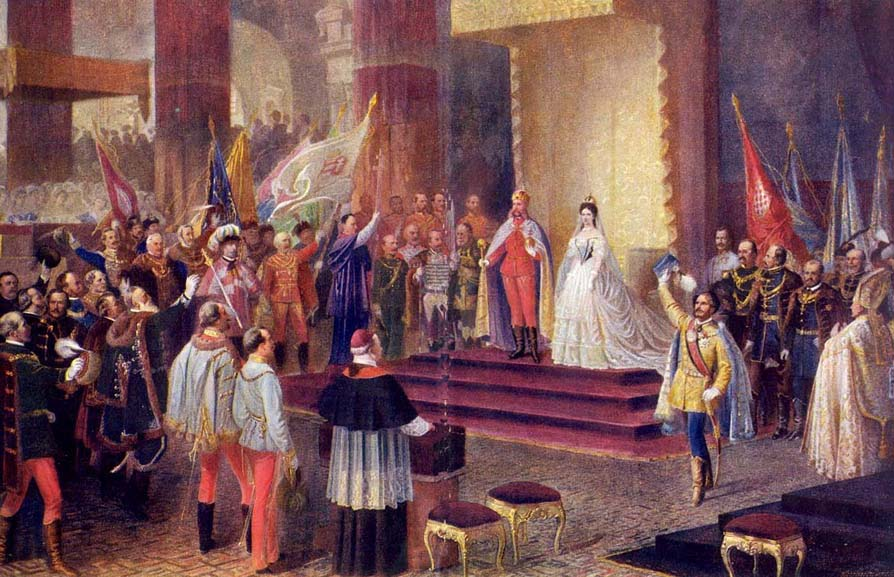
Koronacja Elżbiety i Franciszka Józefa na króla i królową Węgier autorstwa Ödöna Tulla (1867)

W lutym 1867 roku doszło do ugody austriacko-węgierskiej. Jej skutkiem było powstanie Austro-Węgier, które miały dwa parlamenty – austriacki i węgierski. Warte podkreślenia jest to, że pierwszym premierem Węgier został Gyula Andrássy. Pierwsza wizyta cesarzowej na Węgrzech po zawarciu ugody wznieciła ogromną radość u węgierskich poddanych. József Eötvös pisał o Elżbiecie: „Z dnia na dzień rośnie zachwyt dla niej. Tak jak głęboko wierzę w to, że żaden kraj nie miał królowej, która byłaby tak godna tego tytułu, tak też jestem przekonany, że nie było jeszcze takiej, która by go tak kochała...”. 8 czerwca 1867 roku miała miejsce upragniona od prawie dwóch dekad koronacja Franciszka Józefa na króla Węgier. Tego samego dnia odbyła się również koronacja Elżbiety. Zaraz po tym ogłoszono amnestię dla przestępstw politycznych oraz zwrot skonfiskowanych dóbr. Wywołało to ogromne poruszenie wśród Węgrów – umożliwiono bowiem powrót do kraju osobom zaangażowanym we Wiosnę Ludów na Węgrzech w 1848 roku, między innymi Lajosowi Kossuthowi. Ponadto niechętna do tej pory kolejnej ciąży Elżbieta zgodziła się urodzić jeszcze jedno dziecko. Miało ono być swego rodzaju jej prezentem dla ukochanych Węgier. Cesarzowa bardzo szybko po koronacji zaszła w czwartą ciążę, a na dworze wiedeńskim zaczęto obawiać się, że urodzi chłopca, co – cytując arcyksiężną Zofię – „mogłoby stać się pretekstem do oderwania Węgier od monarchii”. Ostatecznie w kwietniu 1868 roku, dziesięć miesięcy po koronacji, na świat przyszła dziewczynka, Maria Waleria, nazywana „jedynaczką”, ukochane dziecko Elżbiety.

### Poza Wiedniem
Z zastraszonej, nieśmiałej dziewczyny Elżbieta zmieniła się w świadomą swojej pozycji i wpływu na męża kobietę. Było to widoczne nie tylko w jej zaangażowaniu na rzecz sprawy węgierskiej, ale również na innych polach. Widząc, że surowe wychowanie jej jedynego syna fatalnie odbiło się na jego zdrowiu psychicznym i fizycznym, postanowiła interweniować. Opowiadała później: „Zebrałam się na odwagę i opowiedziałam o wszystkim cesarzowi. Kiedy nie potrafił się sprzeciwić matce, uciekłam się do ostateczności i powiedziałam, że nie mogę na to patrzeć i że jedno musi się stać! Albo odchodzi Gondrecourt (opiekun Rudolfa), albo ja”. Ponadto cesarzowa zażądała od męża, by przekazał jej całkowitą opiekę nad dziećmi. W 1866 roku opiekun Rudolfa został odwołany ze stanowiska. Cesarzowa zadbała również o to, aby jej syn odbył intensywne leczenie, wyznaczyła dla niego nowego wychowawcę. Postanowiła, że edukacja dzieci nie będzie się skupiała jedynie na sprawności fizycznej, ale również psychicznej. Zdecydowała także, że wybór nauczycieli nie będzie uzależniony od ich przynależności do arystokratycznego rodu – od tamtej pory liczyć miały się wyłącznie kompetencje. W tej kwestii dokonała więc rzeczy rewolucyjnej.

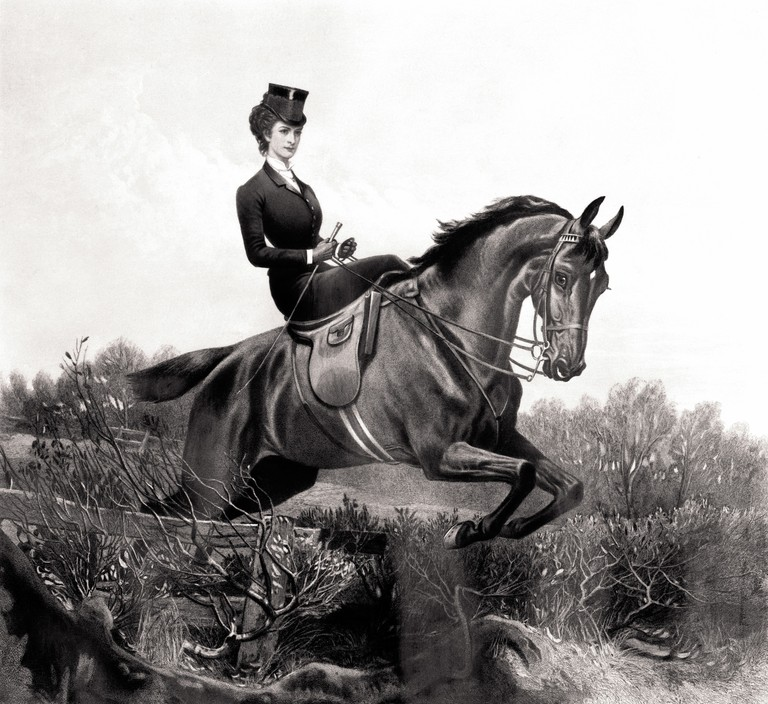
Elżbieta w czasie jazdy konno autorstwa Th. L. Atkinsona (ok. 1880-1882)

Po tragicznej śmierci brata cesarza, Maksymiliana, arcyksiężna Zofia odsunęła się w cień. Elżbieta jednak, gorliwie angażująca się wcześniej po stronie Węgrów w walce o ich niezależność, nie zajęła miejsca swojej teściowej – starała się nie angażować w politykę. Nawet wybuch wojny prusko-francuskiej tego nie zmienił, chociaż w Wiedniu zastanawiano się nad tym, aby Austria opowiedziała się po stronie Francji. Cesarzowa wydawała się być ponad politycznymi rozważaniami. Jesienią 1870 roku udała się do Merano, gdzie spędziła – z pewnymi przerwami – prawie dwa lata. W międzyczasie w Wiedniu jej bliski przyjaciel, Gyula Andrássy, został mianowany ministrem spraw zagranicznych. Elżbieta, będąc poza stolicą, wypełniała jednak prośby, jakie on do niej kierował. To również dzięki niemu cesarzowa postanowiła wrócić do Wiednia – zrobiła to dwa tygodnie po otrzymaniu od niego prośby, aby to uczyniła.
Nastawienie Elżbiety do wiedeńskiego dworu nie zmieniło się – nadal nie lubiła tam przebywać i większą część roku spędzała na swoich ukochanych Węgrzech lub w rodzinnej Bawarii. Na początku lat 70. XIX wieku postanowiła również wyjechać do Anglii. Spotkała się tam z królową Wiktorią oraz jej najstarszą córką, a także odwiedzała szpitale psychiatryczne, które zawsze bardzo ją interesowały. Mieszkająca wówczas w Anglii jej młodsza siostra, Maria, wprowadziła Elżbietę do międzynarodowego Towarzystwa Jeździectwa Myśliwskiego i Wyścigowego. Pasją Elżbiety stały się polowania, którym w latach 70. XIX wieku oddawała się bez reszty. Większość swojego czasu spędzała w podarowanym jej przez naród węgierski pałacu myśliwskim Gödöllő pod Budapesztem. Często też odbywała podróże do Anglii oraz Irlandii, gdzie jej trenerem był Bay Middleton.

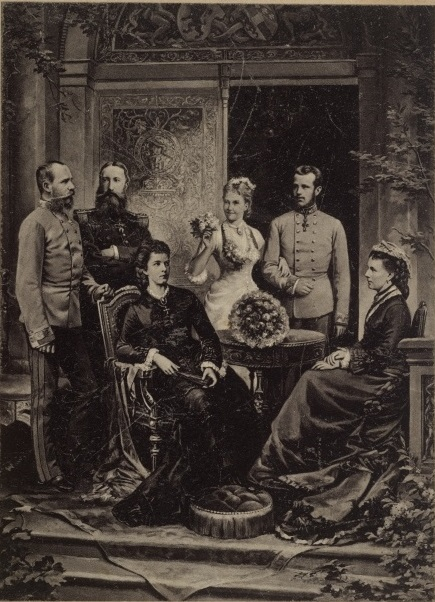
Elżbieta z mężem, synem oraz wybranką syna i jej rodzicami – Leopoldem II Koburgiem i Marią Henriettą Austriaczką (1881)

Elżbieta była bezspornie jedną z najlepszych amazonek swoich czasów, nie cofającą się nigdy przed niebezpieczeństwem, co doprowadziło do poważnego wypadku w roku 1875. Przez wiele dni jej życie było zagrożone. Na sugestię swojej damy dworu, aby zrezygnowała z jeździectwa, Elżbieta miała odpowiedzieć: „Czy będę to robiła, czy nie – i tak umrę, jak mi przeznaczono”. Jedyne, co w tamtym momencie odsunęło cesarzową od tej pasji była ogromna powódź, jaka dotknęła jej ukochane Węgry w marcu 1879 roku, a także srebrna rocznica zawarcia małżeństwa, która miała miejsce w kwietniu 1879 roku. W 1880 roku ponownie wyjechała do Irlandii i Anglii. Stamtąd udała się do Brukseli, gdzie jej syn zaręczył się z księżniczką belgijską, Stefanią Koburg, po czym powróciła do Anglii. Stopniowo jednak Elżbieta musiała rezygnować z jeździeckiej pasji ze względu na zły stan zdrowia. Ostatnie polowanie cesarzowej w Anglii odbyło się w 1882 roku.

### Samotna i nierozumiana
Po rezygnacji z jeździectwa oczekiwano, że Elżbieta zacznie poświęcać się swoim obowiązkom reprezentacyjnym. Cesarzowa jednak, podobnie jak jej siostry, w tamtym okresie przeżywała lęk przed zbliżaniem się do ludzi, odczuwała również dużą potrzebę samotności. Być może było to spowodowane również pogarszającym się wyglądem Elżbiety, do którego przywiązywała ona bardzo dużą wagę. Brak zaangażowania cesarzowej w sprawy państwowe był bardzo źle postrzegany, nie rozumiał go nawet tak bliski przyjaciel Elżbiety, jak Andrássy, który stwierdził: „Nie mogę odżałować, że ukrywa (ona) przed światem – jakby trzeba było się tego wstydzić – swój wielki umysł i wielkie serce, wobec których zdolności słynnej Marii Teresy wydają się zaledwie umiejętnościami dobrej gospodyni domowej”.
Cesarzowa, zamiast na obowiązkach reprezentacyjnych, skupiła się na rozwijaniu swojej innej pasji – pisaniu wierszy. Franciszek Józef I, chcąc zachęcić żonę, aby pozostała w Wiedniu i zaprzestała swoich dalekich i długich podróży postanowił wybudować dla niej pałac, nazwany Hermesvilla (Willą Hermesa). Elżbieta jednak, chociaż budynek bardzo jej się spodobał, nie chciała pozostawać w znienawidzonym Wiedniu przez dłuższy czas. Aby zapewnić swojemu mężowi towarzystwo, zwróciła swoją uwagę na aktorkę, Katharinę Schratt, i uczyniła z niej częstego gościa na austriackim dworze. W maju 1886 roku zdecydowała się nawet podarować cesarzowi portret kobiety, przez co w znaczący sposób wyraziła swoją aprobatę co do rozwoju relacji pomiędzy mężem a aktorką.
W czerwcu 1886 roku zmarł kuzyn cesarzowej, Ludwik II Wittelsbach. Elżbieta bardzo przeżyła jego śmierć i popadła w ogromną rozpacz. Jej bratanica, Amelia, zapisała nawet w swoim dzienniku: „Ciocia Sisi jest całkiem obłąkana”. Po śmierci mężczyzny cesarzowa oddaliła się od swojej córki, Gizeli, ponieważ główną winą za śmierć Ludwika obarczyła teścia córki – Luitpolda. W tamtym czasie pogorszyły się również relacje Elżbiety z jedynym synem, Rudolfem. Było to spowodowane tym, że szukająca ukojenia cesarzowa zaczęła zwracać coraz większą uwagę na spirytyzm, którego ogromnym przeciwnikiem był następca tronu. Jedynie relacje z „Jedynaczką”, ukochanym dzieckiem Elżbiety, cały czas pozostawały dobre, chociaż młoda Maria Waleria coraz bardziej przejmowała się stanem psychicznym swojej matki. W tamtym czasie Elżbieta bardzo często mówiła o śmierci, miała nawet chcieć popełnić samobójstwo.
W międzyczasie cesarzowa rozpoczęła naukę języka greckiego. Zafascynowana Grecją pragnęła ją zwiedzić wraz z Aleksandrem von Warsbergiem, który posiadał ogromną wiedzę o tym państwie z racji pełnienia przez niego urzędu konsula austriackiego na Korfu. Kiedy cesarzowa poprosiła mężczyznę o to, aby towarzyszył jej w podróży w charakterze podróżnika, Warsberg nie był początkowo zadowolony z tego pomysłu, a sama Elżbieta nie zrobiła na nim dobrego wrażenia. Ostatecznie jednak zgodził się na jej propozycję, a z czasem bardzo zbliżył się do kobiety. Początkowa krytyka cesarzowej zamieniła się w podziw dla niej, co wyraził w swoim dzienniku, pisząc o Elżbiecie: „Jest czarująco miła. Nie mogę się oprzeć tej kobiecie... Zależy mi tylko na niej”.

### Ostatnia dekada
30 stycznia 1889 roku doszło do tragedii w Mayerling. Jedyny syn Elżbiety, a zarazem następca austriackiego tronu, Rudolf, popełnił samobójstwo wraz ze swoją kochanką, Marią Vetserą. Śmierć syna była dla cesarzowej ogromnym ciosem. Mając świadomość, że wiedeńczycy jej nie lubią, miała wyrazić swoją nadzieję: „nareszcie się uspokoją, wiedząc, że przejdę nie pozostawiwszy w Austrii ani śladu po sobie”. Arcyksiążę został oficjalnie uznany za „psychicznie niestabilnego”, by jako samobójca mógł być pochowany z wszelkimi honorami. Pogrzeb odbył się w Wiedniu, a ciało Rudolfa złożono w cesarskiej krypcie kościoła Kapucynów. Elżbieta, przejęta samobójczą śmiercią syna, popadła w rozpacz. Od tamtej pory ubierała się wyłącznie na czarno i bardzo często poruszała temat śmierci. Tragedia, jaką przeżyła, sprawiła również, że oddaliła się od praktyk religijnych. Do ukochanej córki, Marii Walerii, miała powiedzieć: „Rudolf zabił moją wiarę”.

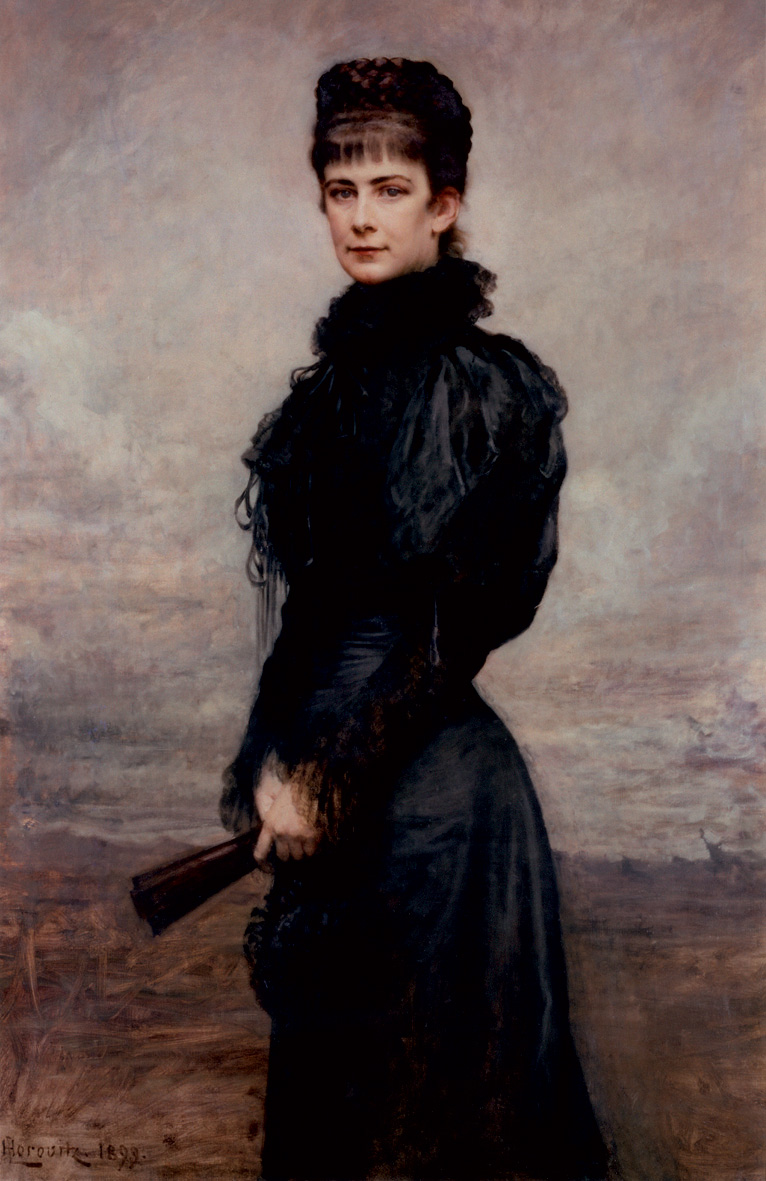
Portret Elżbiety autorstwa Leopolda Horowitza (1899)

Zaledwie rok później, w lutym 1890 roku, zmarł jej bliski przyjaciel, Gyula Andrássy. Elżbieta miała stwierdzić: „Umarł mój ostatni i jedyny przyjaciel!”. Zaledwie trzy miesiące po śmierci Andrássyego zmarła starsza siostra cesarzowej, Helena. W tym samym roku na ślubnym kobiercu stanęła najmłodsza, ukochana córka Elżbiety – Maria Waleria. Dziewczyna jako jedyna spośród rodzeństwa miała prawo wyjść za mąż z miłości – zadbała o to sama cesarzowa. Wybrankiem „Jedynaczki” został Franciszek Salwator Toskański. Cesarzowa jednak, chociaż zadowolona ze szczęścia córki, odczuwała również z powodu ślubu Marii Walerii ogromny ból i żal. Pamiętając swoje trudne relacje z arcyksiężną Zofią, nie chciała być równie wymagającą teściową – dlatego też odsunęła się od najmłodszej córki i jej męża. O to samo poprosiła matkę pana młodego, Marię Immaculatę, sugerując, aby „do niczego się nie wtrącała”. Cesarzowa, której nieobca była metafizyka, wierzyła, że nad jej rodziną wisi klątwa. Żadna z jej sióstr nie zaznała szczęścia w małżeństwie. Najmłodsza – Zofia – zginęła w wyniku pożaru w Paryżu w 1897 roku. Klątwa rodu Wittelsbachów sprawiła, że we wszelkich niepowodzeniach swoich dzieci, a zwłaszcza w samobójczej śmierci jedynego syna upatrywała się zawsze swojej winy.
W 1891 roku wyjechała do Aten, gdzie spotkała się z następcą greckiego tronu oraz jego żoną. Płynnie mówiąca w języku greckim Elżbieta zrobiła duże wrażenie, tym bardziej, że żona przyszłego króla, z pochodzenia księżniczka pruska, nie potrafiła się komunikować w tym języku. To właśnie w Grecji cesarzowa upatrywała swojej przystani. Postanowiła wybudować tam pałac – Achilleion, nazwany tak na cześć jej ulubionego bohatera – Achillesa. Zakończenie budowy pałacu nie sprawiło jednak, że Elżbieta na stałe osiedliła się w Grecji – pragnęła kolejnych podróży do różnych miejsc na świecie, takich jak Sewilla, Paryż, Lizbona czy Florencja. Podróżami próbowała zagłuszyć melancholię i samotność. Pod koniec życia nie pozwalała się fotografować ani portretować. Stroniła od ludzi, a jeśli pojawiała się w tłumie, to zawsze z zasłoniętą twarzą. W ciągu ostatniej dekady swojego życia cesarzowa jedynie raz wypełniła swoją reprezentacyjną rolę – zrobiła to dla swoich ukochanych Węgier, które w 1896 roku obchodziły tysiąclecie swojej państwowości.

### Śmierć

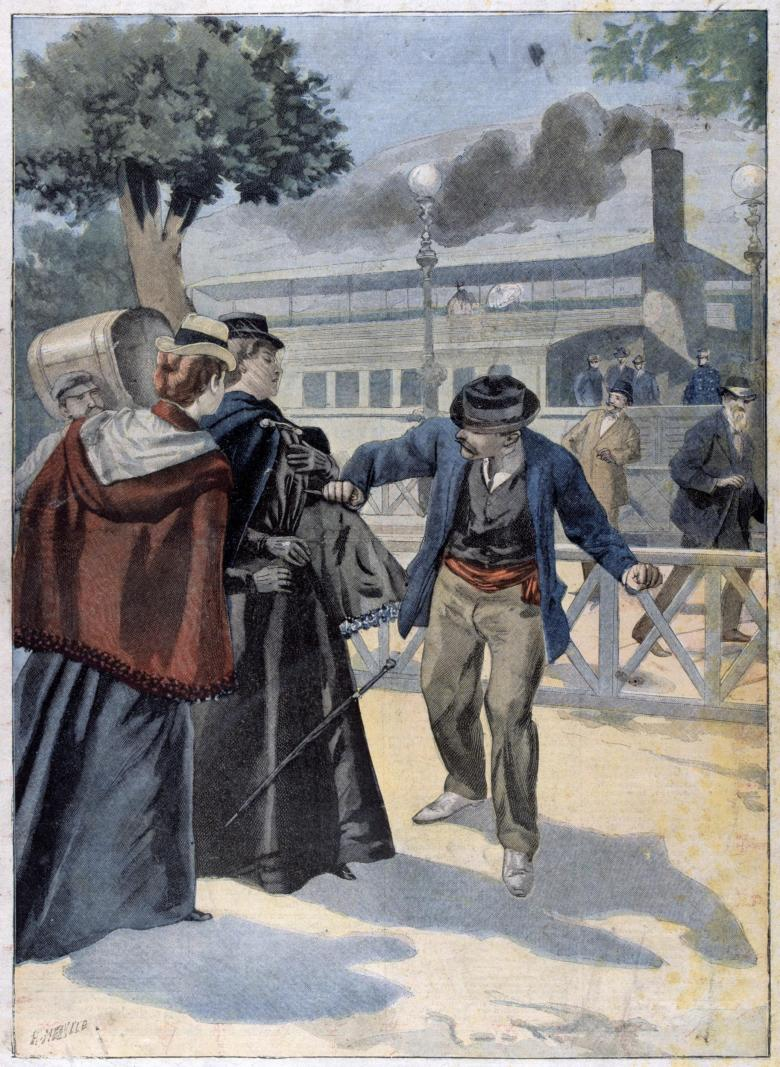
Ilustracja francuskiego dziennika Le Petit Journal przedstawiająca zabójstwo Elżbiety Bawarskiej, 1898

Latem 1898 Elżbieta udała się do Szwajcarii, którą określała jako „przystań wolności”. 10 września po wyjściu z hotelu, w którym nocowała została zaatakowana przez włoskiego anarchistę, Luigiego Lucheni. Cesarzowa otrzymała cios w serce zaostrzonym pilnikiem, po czym natychmiast udała się w towarzystwie damy dworu na przystań, gdzie wsiadła na statek. Napastnik został zatrzymany, ale nikt nie był świadomy skutków jego działania. Dopiero na pokładzie, po tym jak zemdlała zdano sobie sprawę z powagi sytuacji. Statek zawrócił do portu, skąd  nieprzytomną cesarzową przeniesiono do hotelu, w którym stwierdzono zgon.
Celem sprowadzenia zwłok cesarzowej ze Szwajcarii do stolicy Austrii, Towarzystwo Pogrzebowe w Wiedniu zamówiło w Pierwszym Galicyjskim Towarzystwie Akcyjnym Budowy Wagonów i Maszyn w Sanoku specjalny wagon, który został dostarczony w ciągu czterech dni. Elżbietę pochowano 17 września 1898 obok syna w krypcie cesarskiej kościoła kapucynów w Wiedniu.
Zabójca cesarzowej, Luigi Lucheni  stwierdził podczas przesłuchania, że „chciał zabić jakiegoś monarchę, obojętnie którego”. Nie okazał przy tym żadnej skruchy, mówiąc: „Znowu popełniłbym tę zbrodnię!”. Mężczyzna wyznał również, że zamach na Elżbietę miał na celu zastraszenie arystokracji oraz wyrażenie niechęci do niej. Użył pilnika, ponieważ nie miał pieniędzy na sztylet. Franciszek Józef nie mógł zrozumieć, dlaczego jego żonę spotkał taki los i otwarcie to wyrażał, mówiąc: „Jak można było zamordować kobietę, która nigdy nikomu nie uczyniła nic złego?”. Do hrabiego Paar, który poinformował go o śmierci Elżbiety, powiedział natomiast: „Nikt nigdy nie dowie się, jak bardzo ją kochałem”.
W swoim testamencie Elżbieta zapisała 2/5 swojego majątku każdej z córek – Gizeli i Marii Walerii. Ostatnią – 1/5 część spadku – przekazała wnuczce Elżbiecie, jedynemu dziecku zmarłego tragicznie syna Rudolfa. Ponadto w swoim testamencie zapisała, że „za sześćdziesiąt lat na naszej planecie będzie tak samo mało szczęścia i pokoju, czyli wolności, jak dzisiaj”. Dlatego właśnie postanowiła, że dochody z jej wierszy i pamiętnika powinny służyć „dobrobytowi politycznie potępionych i ich potrzebujących krewnych”. Pamiętnik cesarzowej został opublikowany przez Austriacką Akademię Nauk (ÖAW) i do dziś przynosi zyski dla UNHCR.

## Dzieci
- Zofia (ur. 5 marca 1855, zm. 29 maja 1857). W trakcie podróży pary cesarskiej na Węgry zachorowała. Zmarła, mając jedynie dwa lata.
- Gizela (ur. 12 lipca 1856, zm. 27 lipca 1932). W 1873 poślubiła księcia Bawarii, Leopolda Bawarskiego. Miała z nim czworo dzieci – Elżbietę Marię (1874–1957), Augustę Marię (1875-1964), Jerzego Franciszka (1880-1943) i Konrada Luitpolda (1883-1969).
- Rudolf (ur. 21 sierpnia 1858, zm. 30 stycznia 1889). W 1881 ożenił się z belgijską księżniczką – Stefanią Klotyldą, córką Leopolda II Koburga. Para miała jedną córkę – Elżbietę Marię (1883-1963).
- Maria Waleria (ur. 22 kwietnia 1868, zm. 6 września 1924)[129]. W 1890 wyszła za mąż za Franciszka Salwatora Toskańskiego. Para miała dziesięcioro dzieci – Elżbietę (1892-1930), Franciszka Karola (1893-1918), Huberta Salwatora (1894-1971), Jadwigę (1896-1970), Teodora Salwatora (1899-1978), Gertrudę (1900-1962), Marię (1901-1936), Klemensa Salwatora (1904–1979), Matyldę (1906-1991) i Agnieszkę (1911).

## Uroda

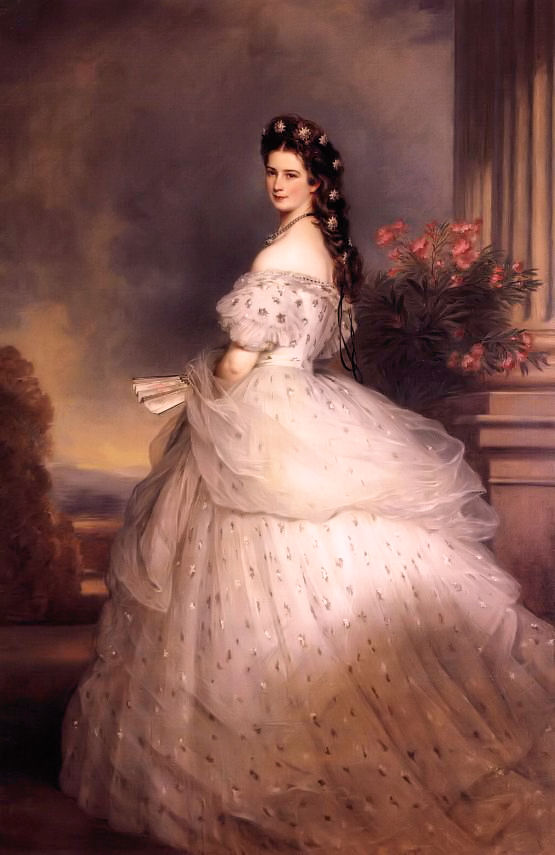
Elżbieta na obrazie Franza Xavera Winterhaltera (1865)

Legendarna uroda Elżbiety rozkwitła po narodzinach dzieci. W drugiej połowie XIX wieku powszechnie uważano ją za najpiękniejszą kobietę na świecie. Pielęgnacja urody zajmowała dużą część jej codziennych zajęć. Elżbieta była szczególnie dumna ze swoich gęstych włosów. Wyznawała swego rodzaj kult ciała – uprawiała dużo sportu, dbała o swoją sylwetkę i starała się otaczać osobami, które uważała za piękne. Dzięki surowym dietom i obcisłym gorsetom posiadała talię osy (obwód talii wynosił 45 cm). Ważyła natomiast od czterdziestu sześciu do pięćdziesięciu kilogramów, mając sto siedemdziesiąt dwa centymetry wzrostu. W przeciwieństwie do innych kobiet jej czasów, cesarzowa jednak surowo odrzucała mocny makijaż lub perfumy. Przywiązywała za to dużą wagę do naturalności.
Wygląd, wdzięki i aura Elżbiety wzbudzały ogromny podziw. Królowa Wiktoria miała nie podzielać opinii o wyjątkowej urodzie kobiety. Jej najstarsza córka była natomiast oczarowana cesarzową:
Jej niepowtarzalna uroda nie ma sobie równej. Nigdy nie widziałam czegoś bardziej olśniewającego i urzekającego.

W podobnym tonie wypowiadał się cesarz Fryderyk III, który tak opisał Elżbietę: 
Cesarzowa nie siada, tylko majestatycznie zajmuje miejsce; nie wstaje, tylko się podnosi; nie chodzi, tylko kroczy z godnością. Jej pojawienie się wprawiło mnie w niemy zachwyt.

Szach perski także nie krył podziwu:

Elżbieta na obrazie Franza Xavera Winterhaltera (1865)

To najbardziej czarująca ze wszystkich znanych mi kobiet. Co za godność! Co za śmiech! Co za dobroć! Jeśli tu wrócę, to tylko dlatego, by ją jeszcze raz ujrzeć.

### Włosy
Elżbieta miała kasztanowo-brązowe, gęste i długie włosy. Często sama nazywała siebie ich „niewolnicą”, a każdy włos, który wypadł w czasie ich rozczesywania, powodował u niej irytację. Do mycia włosów, które trwało kilka godzin i odbywało się co trzy tygodnie, używano esencji z koniaku i żółtka jajek.
Fryzjerką cesarzowej była Franziska Angerer, która pracowała wcześniej w Teatrze Zamkowym w Wiedniu. Za swoją pracę otrzymywała 2.000 guldenów, a więc równowartość ówczesnej pensji wykładowców uniwersyteckich. Franziska Angerer miała bardzo duży wpływ na Elżbietę, była jedną z jej najbliższych powierniczek. Zgodnie z ówcześnie panującą dworską etykietą zamężna kobieta nie mogła być zatrudniona jako fryzjerka cesarzowej. Gdy jednak Franziska się zakochała, Elżbieta osobiście poprosiła Franciszka Józefa, aby pozwolił Angerer zostać u niej na służbie po zamążpójściu. Zadbała nawet o karierę męża swojej fryzjerki, który w 1880 roku został nawet nobilitowany.

### Zęby
Chociaż cesarzowa była uznawana za najpiękniejszą kobietę na świecie, również miała kompleksy. Jednym z nich było uzębienie, które uważała za brzydkie. Aby nie pokazywać zbyt często swoich zębów, starała się nie otwierać ust – dlatego też dość często podczas różnego rodzaju wystąpień publicznych mówiła niewiele, a gdy już zabierała głos – starała się jak najmniej otwierać usta, w wyniku czego mówiła bardzo cicho i zdarzało się, że rozmówcy jej nie rozumieli. Małomówność cesarzowej spowodowała, że uważano ją za nieinteligentną, przez co nazywano ją „pięknym głuptaskiem”.

### Dieta i aktywność fizyczna
Elżbieta stale kontrolowała wagę, jadała raz dziennie, a jej posiłki składały się przede wszystkim z wywaru mięsnego i nabiału. Dosiadała konia przez kilka godzin dziennie aż do chwili, gdy reumatyzm uniemożliwił jej uprawianie tego sportu. Zgłębiała wówczas tajniki szermierki i nadal poświęcała codziennie kilka godzin na gimnastykę. Gdy zaczęła się starzeć, zastąpiła ćwiczenia długimi spacerami, wkładając w tę nową formę aktywności fizycznej bardzo wiele energii, często przebierając miarę – jak wtedy, gdy oddawała się swym poprzednim pasjom sportowym.

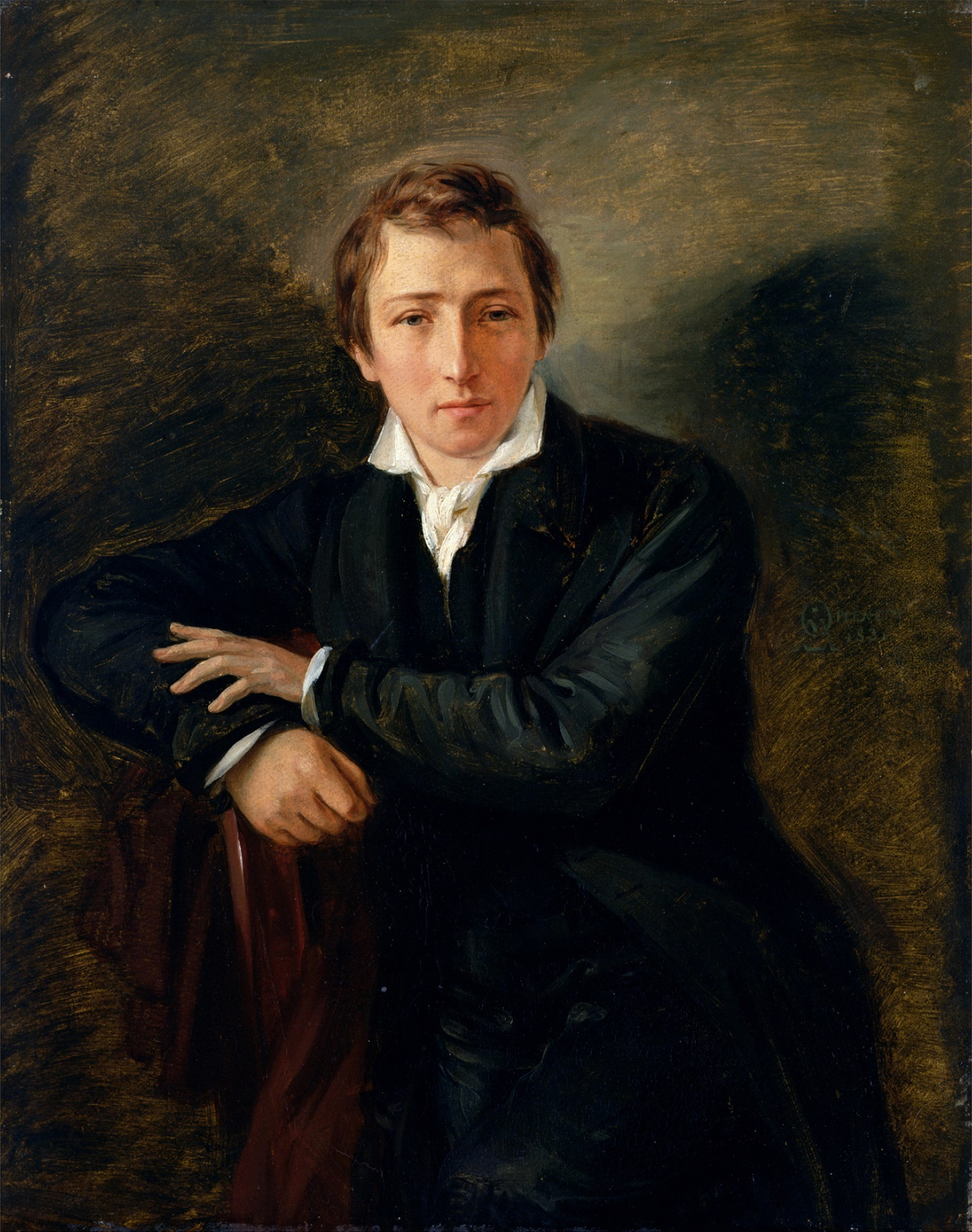
Heinrich Heine, ulubiony poeta Elżbiety, na portrecie Moritza Daniela Oppenheima (1831)

## Inne informacje
- Ulubionym poetą Elżbiety był Heinrich Heine. Cesarzowa nazywała go „Mistrzem” i wzorowała się na jego utworach, pisząc swoje wiersze[140].

- Kolekcjonowała zdjęcia, tzw. „albumy piękności”[141]. Obecnie można oglądać je w Museum Ludwig w Kolonii[142][143].
- W 1888 roku zrobiła sobie tatuaż w kształcie kotwicy, co miało symbolizować jej miłość do morza[142]. Istnieje teoria, zgodnie z którą to nie był jedyny tatuaż Elżbiety – drugi przedstawiał orła, a widziała go tylko jedna osoba – kuzyn cesarzowej, Ludwik II Bawarski[144].
- Elżbieta w gronie przyjaciół i rodziny nazywana była „Elise”, „Lisi” bądź „Sisi”. Forma „Sissi” nie była używana, a jej popularność wynika z ogromnej oglądalności trylogii filmowej o cesarzowej z Romy Schneider w roli głównej, które stanowią dla wielu osób podstawowe źródło wiedzy o Elżbiecie Bawarskiej[145][146][147][148].
- Ulubioną sztuką teatralną Elżbiety było dzieło Williama Szekspira – Sen nocy letniej. Franciszek Józef I nie podzielał zdania żony i po obejrzeniu sztuki określił ją jako „nudną i strasznie głupią”[149].
- Jednym z psów Elżbiety był Farkas (po węgiersku imię oznacza wilka), który towarzyszył cesarzowej w trakcie jej podróży. Gdy pewnego razu został na Węgrzech, samodzielnie powrócił do Wiednia, gdzie zmarł ze zmęczenia w ramionach Elżbiety[150].
- Ze względu na nieszczęśliwe życie, nieumiejętność dopasowania się do dworskiej etykiety oraz tragiczną śmierć często porównywano do niej księżną Dianę[151].

## Upamiętnienie

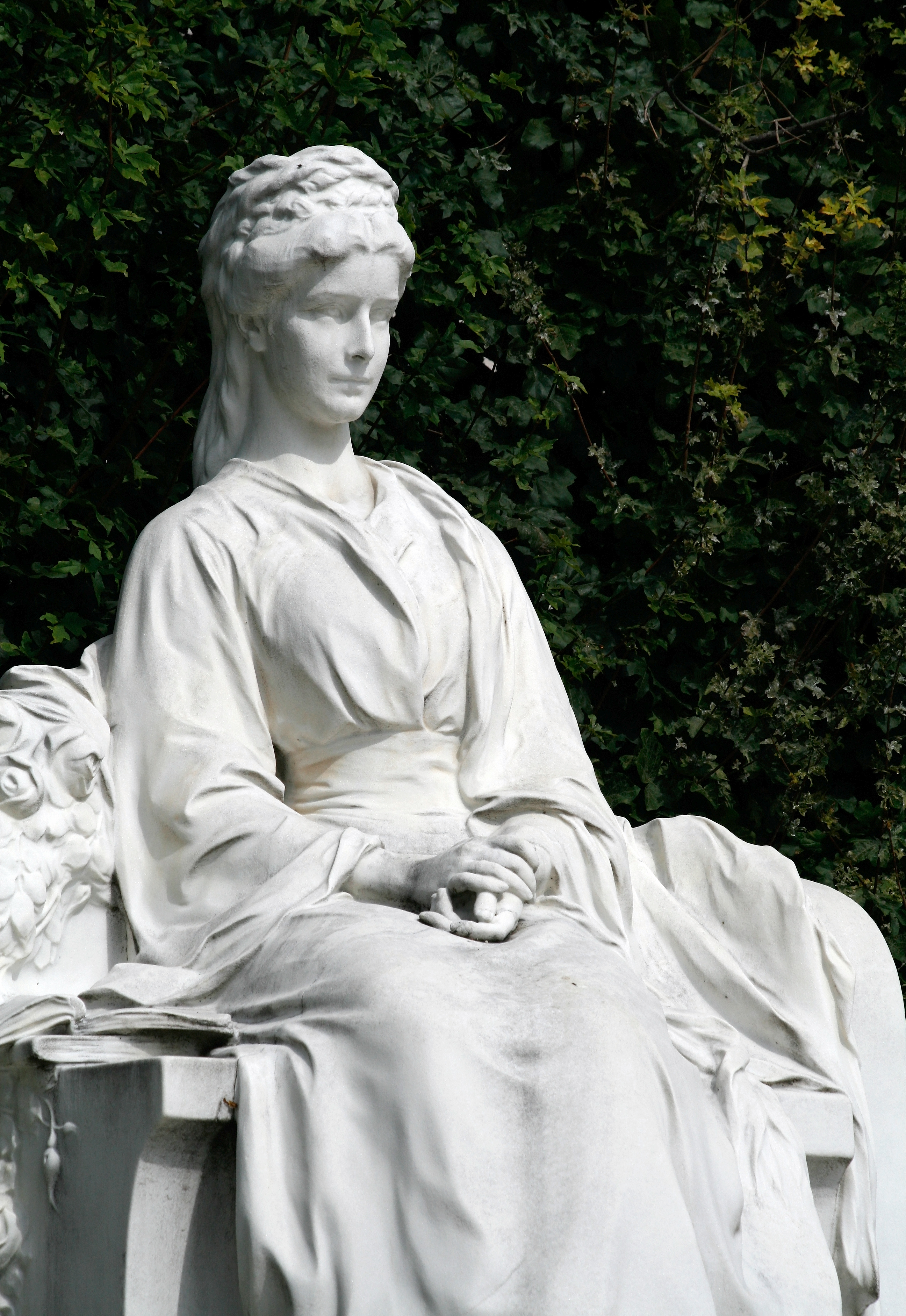
Pomnik Elżbiety znajdujący się w Volksgarten w Wiedniu

- Po jej śmierci Franciszek Józef I ustanowił Order Elżbiety[152]. W hierarchii orderów damskich monarchii habsburskiej order Elżbiety zajmował drugie miejsce po Gwiaździstym Krzyżu, ale w przeciwieństwie do tego wysoce arystokratycznego odznaczenia nie wymagano przy nadaniach orderu Elżbiety wywodu szlachectwa (Ahnenprobe). Nadawany mógł być wszystkim kobietom niezależnie od pochodzenia, religii i stanu cywilnego za zasługi zawodowe lub w dziedzinie filantropii czy działalności kościelnej.
- Dwie dzielnice Budapesztu, stolicy Węgier, zostały nazwane na cześć Elżbiety – Erzsébetváros i Pesterzsébet. W mieście tym znajduje się również most Elżbiety, także nazwany na cześć Sisi.
- Jej imieniem nazwano otwarty w 1855 roku most cesarzowej Elżbiety nad Łabą[153].
- Kościół św. Elżbiety we Lwowie (obecnie cerkiew pw. św. Olgi i Elżbiety) został zbudowany w 1911 roku dla upamiętnienia cesarzowej[154].
- W akcie erekcyjnym kościoła świętej Elżbiety w Jaworznie-Szczakowej napisano: „kościół powstał, aby uczcić i potomności przekazać wdzięczną pamięć wielkodusznej Cesarzowej Elżbiety, najdostojniejszej małżonki Cesarza i króla Franciszka Józefa, zgasłej przed ośmioma dniami. Oddano tę wznosić się mającą świątynię Pańską pod opiekę św. Elżbiety, królowej węgierskiej, a patronki nieodżałowanej Cesarzowej”[155][156].
- Elżbietę upamiętnia również ukraińska piosenka folkowa: „Nasza pani carowa”[157].
- Kościół św. Elżbiety w Bratysławie, nazywany również „Niebieskim kościółkiem”, został zbudowany dla upamiętnienia cesarzowej[158].
- Powstało również wiele pomników przedstawiających Elżbietę, m.in. w Wiedniu, Salzburgu, Segedynie, Gödöllő czy Genewie[159].

## W kulturze

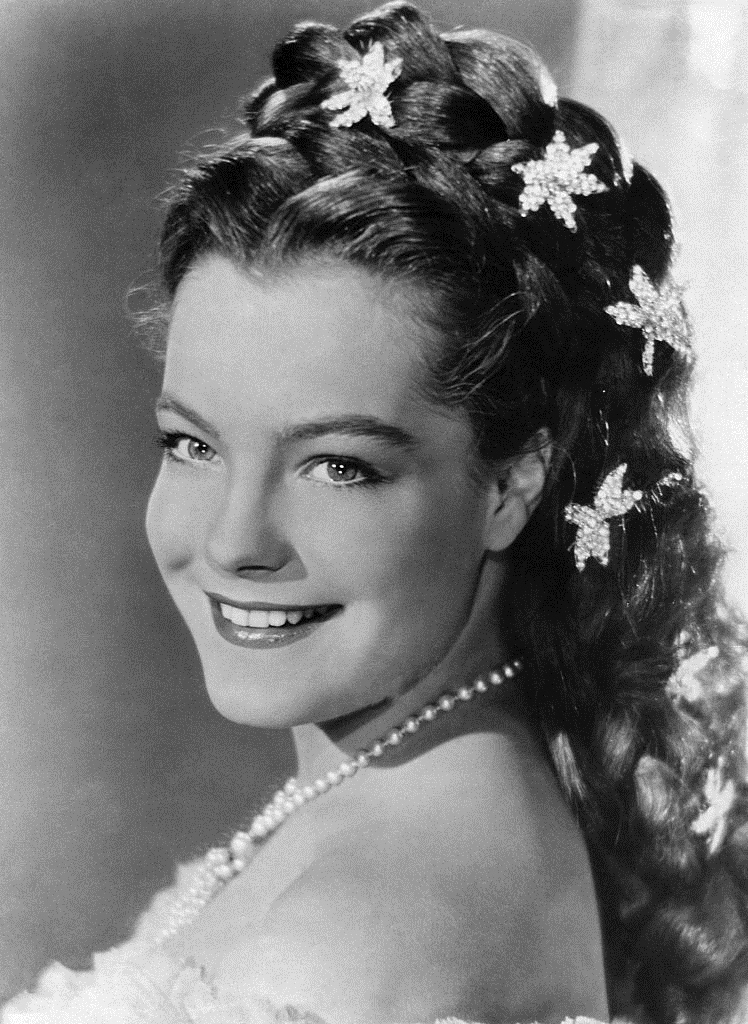
Romy Schneider, odtwórczyni roli Elżbiety w trylogii filmowej poświęconej cesarzowej

Popularność Elżbieta zyskała przede wszystkim w krajach niemieckojęzycznych oraz na Węgrzech. Powstał mit postaci niezależnej, wyłamującej się ze sztywnych ram dworskiego życia, a zarazem tragicznej ze względu na doświadczenia osobiste. Odbił się on w literaturze, turystyce, filmie i muzyce.

### Film
W latach 50. XX w. powstały trzy niemieckojęzyczne filmy opowiadające o życiu cesarzowej. Ich reżyserem był Ernst Marischka, a główną rolę zagrała młoda i mało wówczas znana aktorka, Romy Schneider. Kolejne części trylogii to: Sissi (1955), Sissi – młoda cesarzowa (1956) i Sissi – losy cesarzowej (1957). Filmy te do dziś są często emitowane w austriackich i niemieckich kanałach telewizyjnych, stanowiąc dla mieszkańców tych krajów podstawowe źródło wiedzy o cesarzowej Elżbiecie. Cykl ukazał się także w skondensowanej wersji z angielskim dubbingiem, zatytułowanej Forever My Love. Rola cesarzowej przyniosła Schneider międzynarodową popularność, do dzisiaj jest kojarzona głównie z trylogią o Elżbiecie.
W 2009 roku powstał dwuczęściowy film opowiadający o życiu cesarzowej – Sisi. W roli tytułowej wystąpiła włoska aktorka, Cristiana Capotondi. Film opowiada o początkach Elżbiety na austriackim dworze, a kończy się koronacją na króla i królową Węgier w 1867 roku.
W roku 2022 Marie Kreutzer wyreżyserowała film poświęcony cesarzowej zatytułowany W gorsecie. Tytuł nawiązuje do rygorystycznych zasad, panujących na austriackim dworze, ale także do wyśrubowanych standardów piękna i kultu młodości, którym usiłuje sprostać cesarzowa w czwartej dekadzie swojego życia. Film jest częściowo fikcyjnym zapisem jednego roku z jej życia. W roli tytułowej wystąpiła Vicky Krieps.

### Telewizja
We wrześniu 2022 miał swoją premierę serial produkcji Netflix – Cesarzowa Sisi (oryg. The Empress).
W 2021 ukazał się niemiecki serial telewizyjny – Sisi – emitowany w Epic Drama. W postać cesarzowej wcieliła się Dominique Devenport.
Postać Sisi, przewija się również w produkcjach nie poświęconych wyłącznie jej osobie. Jej losy, były motywem przewodnim, jednego z odcinków popularnego serialu kryminalnego Komisarz Rex. Opowiadał historię cierpiącej na zaburzenia osobowości, utożsamiającą się z osobą Elżbiety Marion Wagner, która nieumyślnie zabiła woźnicę, ponieważ trzymał w ręku pilnik, wyglądający tak samo, jak ten którym zamordowano Sisi. Podczas śledztwa, widzowie mogli poznać nieco bliżej historię życia Elżbiety i dowiedzieć się choćby tego, że cierpiała na zaburzenia związane z nieprawidłowym odżywianiem się.
Powstały również seriale animowane dla dzieci: Księżniczka Sissi (1997) produkcji niemiecko-francusko-kanadyjskiej oraz Sissi. Mała księżniczka (2015–2020) produkcji włoskiej.

### Musical
W 1992 roku miał swoją premierę Elisabeth – wiedeński, niemieckojęzyczny musical, ze słowami Michaela Kunzego i muzyką Sylvestra Leavy. Został przetłumaczony na siedem języków i obejrzało go ponad dziesięć milionów widzów na całym świecie, co czyni go najbardziej utytułowanym niemieckojęzycznym musicalem wszech czasów.

### Muzyka
Utwór „If I Had a Wish” holenderskiej piosenkarki, Petry Berger, który znajduje się na albumie Eternal Woman, poświęcony jest Elżbiecie.
Piosenka „SiSi” szkockiego zespołu, Washington Irving, inspirowana jest życiem Elżbiety.

### Balet
W swoim balecie z 1978 roku Mayerling Kenneth MacMillan wcielił się w postać Elżbiety w pas de deux z jej synem, Rudolfem, głównym bohaterem baletu.
W 1993 roku francuska balerina, Sylvie Guillem, wystąpiła w spektaklu zatytułowanym Sissi, l'imperatice anarchiste (Sissi, cesarzowa-anarchistka), w choreografii Maurice’a Béjarta do Walca cesarskiego Johanna Straussa.

### Literatura

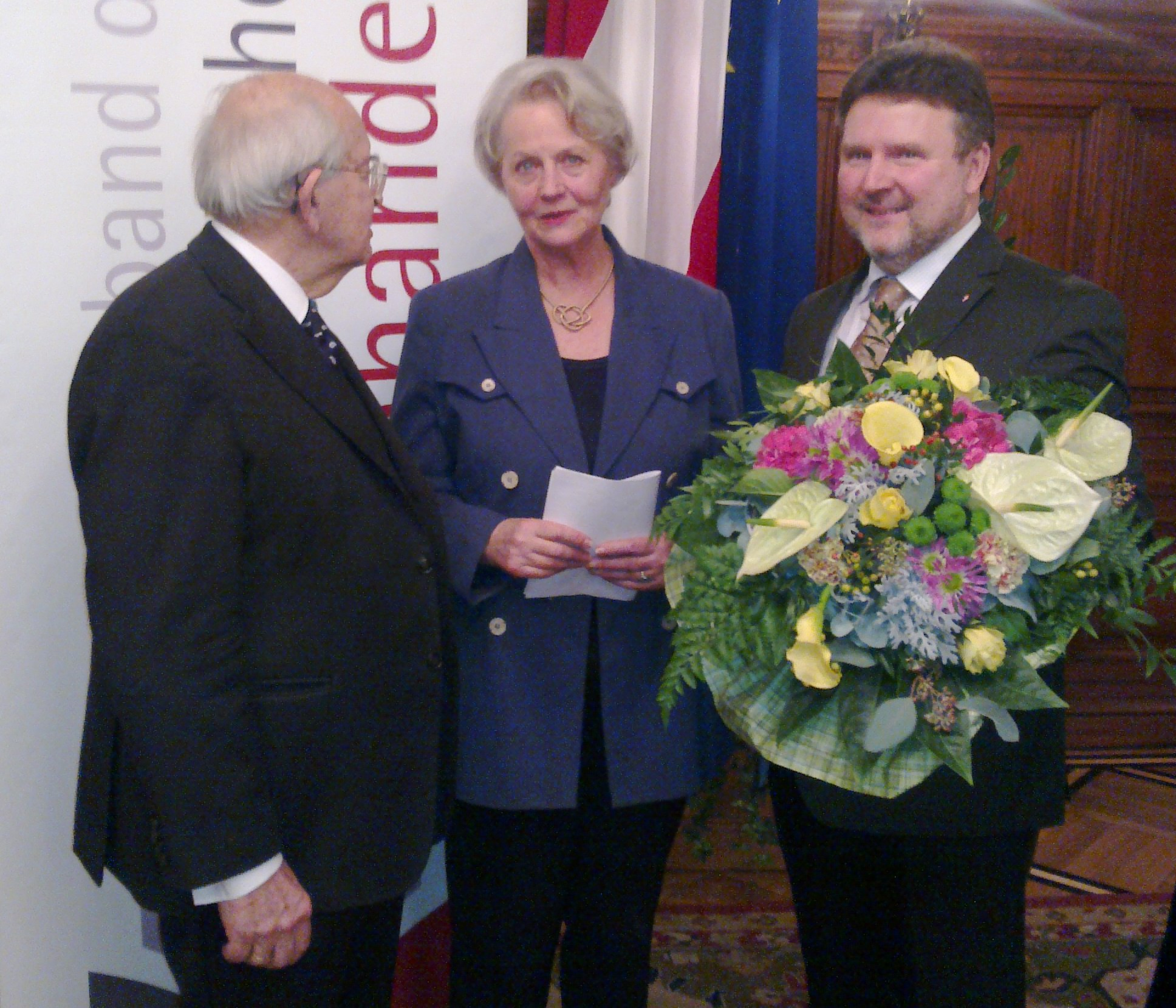
Wręczenie nagrody dla Brigitte Hamann w 2012 roku. Na zdjęciu wraz z austriackim politykiem, Michaelem Ludwigiem.

W latach 80. znana austriacka historyk Brigitte Hamann napisała biografię Elżbiety zatytułowaną The Reluctant Empress (Niechętna cesarzowa). Książka ta na nowo rozbudziła zainteresowanie cesarzową i wpłynęła na rozwój turystyki związanej z miejscami jej życia – Hofburgiem, pałacem Schönbrunn, willą w Ischl, Achilleionem w Korfu i rezydencją w Gödöllő. Rozwinęła się także, przede wszystkim w Austrii, sprzedaż różnorodnych pamiątek, jak koszulki i kubki.
Elżbieta Bawarska jest również bohaterką książki Jeannine Meighörner – Sisi w Tyrolu. Występuje również na kartach powieściach: Cesarzowe Habsburgów autorstwa Sigrid-Marii Größing czy The Fortune Hunter Daisy Goodwin. Popularne stały się książki Allison Pataki – Sisi: Cesarzowa mimo woli oraz Sisi – samowolna cesarzowa.

## Tytulatura
od 1867: Z Bożej Łaski cesarzowa Austrii, apostolska królowa Węgier, królowa Czech, Dalmacji, Chorwacji, Slawonii, Galicji, Lodomerii i Ilyrii, królowa Jerozolimy etc, etc…, wielka księżna Toskanii i Krakowa, księżna Lotaryngii, Salzburga, Styrii, Karyntii, Krainy i Bukowiny, wielka księżna Siedmiogrodu, margrabina Moraw, księżna Górnego i Dolnego Śląska, Modeny, Parmy, Piacenzy, Guastalli, Oświęcimia i Zatora, Cieszyna, Frulii, Raguzy i Zadaru, księżna Trydentu i Brixen, margrabina Łużyc Dolnych i Górnych oraz Istrii, hrabina Hohenembs, Feldkirch, Bregenz, Sonnenbergu, etc, etc, …

## Odznaczenia
- Order Krzyża Gwiaździstego (Austria)
- Order Królowej Marii Luizy (Hiszpania) – 1854[176]
- Order Świętego Karola (Meksyk) – 1865[177][178]
- Order Świętego Jana Jerozolimskiego (Wielka Brytania) – 1873[179]
- Order Luizy (Prusy)[180]

## Genealogia
| Prapradziadkowie                                                     | Jan Wittelsbach (Pfalz-Gelnhausen) (1698-1780) ∞1743 Zofia Charlotta Salm-Dhaun (1719-1770)                 | Fryderyk Michał Wittelsbach (Pfalz-Birkenfeld) (1724-1767) ∞1746 Maria Franciszka Wittelsbach (Pfalz-Sulzbach) (1724-1794) | Karol Arenberg ∞ Luiza Małgorzata de la Marck-Schleiden                                                     | Ludwik Józef de Maill ∞ Adelajda Julia d’Hautefort                                                          | Christian III Wittelsbach (Pfalz-Zweibrücken) (1674-1735) ∞1719 Karolina Nassau-Saarbrücken (1704–1774)                    | Józef Karol Wittelsbach (Pfalz-Sulzbach) (1694-1729) ∞1717 Elżbieta Augusta Wittelsbach (1693-1728)                        | wielki książę Badenii Karol Fryderyk Badeński (1728-1811) ∞1751 Karoline Luise Hessen-Darmstadt(1723-1783)  | landgraf Hesji-Darmstadt Ludwik IX (1719-1790) 1741 Karolina Wittelsbach (Pfalz-Zweibrücken)                |
| Pradziadkowie                                                        | książę w Bawarii Wilhelm Wittelsbach (1752-1837) ∞1780 Anna Maria Wittelsbach (1753-1824)                   | książę w Bawarii Wilhelm Wittelsbach (1752-1837) ∞1780 Anna Maria Wittelsbach (1753-1824)                                  | Ludwik Maria Arenberg (1757-1795) ∞ Anna de Mailly-Nesle (1766-1789)                                        | Ludwik Maria Arenberg (1757-1795) ∞ Anna de Mailly-Nesle (1766-1789)                                        | Fryderyk Michał Wittelsbach (Pfalz-Birkenfeld) (1724-1767) ∞1746 Maria Franciszka Wittelsbach (Pfalz-Sulzbach) (1724-1794) | Fryderyk Michał Wittelsbach (Pfalz-Birkenfeld) (1724-1767) ∞1746 Maria Franciszka Wittelsbach (Pfalz-Sulzbach) (1724-1794) | Karol Ludwik Badeński (1755–1801) ∞1775 Amalia Fryderyka Hessen-Darmstadt (1754-1832)                       | Karol Ludwik Badeński (1755–1801) ∞1775 Amalia Fryderyka Hessen-Darmstadt (1754-1832)                       |
| Dziadkowie                                                           | książę w Bawarii Pius Wittelsbach (1786-1837) ∞1807 Amalia Luiza Arenberg (1789-1823)                       | książę w Bawarii Pius Wittelsbach (1786-1837) ∞1807 Amalia Luiza Arenberg (1789-1823)                                      | książę w Bawarii Pius Wittelsbach (1786-1837) ∞1807 Amalia Luiza Arenberg (1789-1823)                       | książę w Bawarii Pius Wittelsbach (1786-1837) ∞1807 Amalia Luiza Arenberg (1789-1823)                       | król Bawarii Maksymilian I Józef Wittelsbach (1756–1825) ∞1797 Karolina Fryderyka Badeńska (1776–1841)                     | król Bawarii Maksymilian I Józef Wittelsbach (1756–1825) ∞1797 Karolina Fryderyka Badeńska (1776–1841)                     | król Bawarii Maksymilian I Józef Wittelsbach (1756–1825) ∞1797 Karolina Fryderyka Badeńska (1776–1841)      | król Bawarii Maksymilian I Józef Wittelsbach (1756–1825) ∞1797 Karolina Fryderyka Badeńska (1776–1841)      |
| Rodzice                                                              | książę w Bawarii Maksymilian Józef Wittelsbach (1808-1888) ∞1828 Ludwika Wilhelmina Wittelsbach (1808-1892) | książę w Bawarii Maksymilian Józef Wittelsbach (1808-1888) ∞1828 Ludwika Wilhelmina Wittelsbach (1808-1892)                | książę w Bawarii Maksymilian Józef Wittelsbach (1808-1888) ∞1828 Ludwika Wilhelmina Wittelsbach (1808-1892) | książę w Bawarii Maksymilian Józef Wittelsbach (1808-1888) ∞1828 Ludwika Wilhelmina Wittelsbach (1808-1892) | książę w Bawarii Maksymilian Józef Wittelsbach (1808-1888) ∞1828 Ludwika Wilhelmina Wittelsbach (1808-1892)                | książę w Bawarii Maksymilian Józef Wittelsbach (1808-1888) ∞1828 Ludwika Wilhelmina Wittelsbach (1808-1892)                | książę w Bawarii Maksymilian Józef Wittelsbach (1808-1888) ∞1828 Ludwika Wilhelmina Wittelsbach (1808-1892) | książę w Bawarii Maksymilian Józef Wittelsbach (1808-1888) ∞1828 Ludwika Wilhelmina Wittelsbach (1808-1892) |
| Elżbieta Wittelsbach (1837–1898), cesarzowa Austrii i królowa Węgier | | | | | | | | |